# Marie Curie
Maria Salomea Skłodowska-Curie (tiếng Ba Lan: [ˈmarja salɔˈmɛa skwɔˈdɔfska kʲiˈri] ⓘ; nhũ danh Skłodowska; 7 tháng 11 năm 1867 – 4 tháng 7 năm 1934), thường được biết đến với tên gọi đơn giản là Marie Curie (/ˈkjʊəri/ KURE-ee, tiếng Pháp: [maʁi kyʁi]), là một nhà vật lý và nhà hóa học người Pháp gốc Ba Lan, chủ nhân của nghiên cứu tiên phong về phóng xạ. Bà là người phụ nữ đầu tiên đoạt giải Nobel, người đầu tiên hai lần đoạt giải Nobel và là người duy nhất giành giải Nobel ở hai lĩnh vực khoa học. Chồng bà, Pierre Curie là người đồng đoạt giải Nobel đầu tiên của bà, qua đó giúp họ trở thành cặp vợ chồng đầu tiên đoạt giải Nobel và khởi xướng di sản gia đình Curie của năm giải Nobel. Năm 1906, bà là người phụ nữ đầu tiên trở thành giáo sư tại Đại học Paris.
Curie sinh ra ở Warszawa, lúc ấy nằm ở Vương quốc Ba Lan, một phần của Đế quốc Nga. Bà bí mật học tại Đại học Bay của Warszawa và bắt đầu thực tập khoa học thực tế tại Warszawa. Năm 1891, ở tuổi 24, bà theo chị gái Bronisława đến học ở Paris, nơi bà có được bằng cao hơn và tiến hành công trình khoa học tiếp theo của mình. Năm 1895, bà kết hôn với nhà vật lý người Pháp Pierre Curie; bà đã chia chung giải Nobel Vật lý năm 1903 với ông và nhà vật lý Henri Becquerel vì công trình tiên phong trong việc phát triển lý thuyết về "phóng xạ" – một thuật ngữ do bà đặt ra. Năm 1906, Pierre Curie qua đời trong một vụ tai nạn do bị xe ngựa tông phải trên đường phố Paris. Marie đoạt giải Nobel Hóa học năm 1911 nhờ phát hiện ra các nguyên tố poloni và radi, sử dụng những kỹ thuật mà bà phát minh ra để tách được đồng vị phóng xạ. Dưới sự chỉ đạo của bà, những nghiên cứu đầu tiên trên thế giới đã được tiến hành nhằm điều trị các khối u bằng sử dụng đồng vị phóng xạ. Bà thành lập Viện Curie ở Paris năm 1920, và Viện Curie ở Warszawa năm 1932; cả hai hiện vẫn là những trung tâm nghiên cứu y học lớn. Trong Thế chiến thứ nhất, bà đã phát triển những thiết bị chụp X-quang di động để cung cấp dịch vụ X-quang cho bệnh viện dã chiến.
Mặc dù là một công dân Pháp, Marie Skłodowska Curie (sử dụng cả hai họ) không bao giờ đánh mất ý thức về bản sắc Ba Lan của mình. Bà dạy các con gái tiếng Ba Lan và đưa chúng đến thăm Ba Lan. Bà đặt tên cho nguyên tố hóa học đầu tiên mà mình phát hiện ra là poloni, theo tên quê hương của mình. Marie Curie qua đời vào năm 1934 ở tuổi 66, tại viện điều dưỡng Sancellemoz ở Passy (Haute-Savoie), Pháp vì mắc bệnh suy tủy xương, mà nguyên nhân có thể là do tiếp xúc với bức xạ trong quá trình nghiên cứu khoa học và trong công việc phóng xạ tại bệnh viện dã chiến trong Thế chiến I. Ngoài giải Nobel, bà còn nhận được nhiều giải thưởng và tri ân khác; năm 1995, bà trở thành người phụ nữ đầu tiên được chôn cất vì công lao của chính mình tại Panthéon ở Paris, và Ba Lan tuyên bố năm 2011 là năm Marie Curie trong Năm hóa học quốc tế. Bà là đối tượng của nhiều tác phẩm tiểu sử.

## Cuộc đời

### Những năm đầu đời

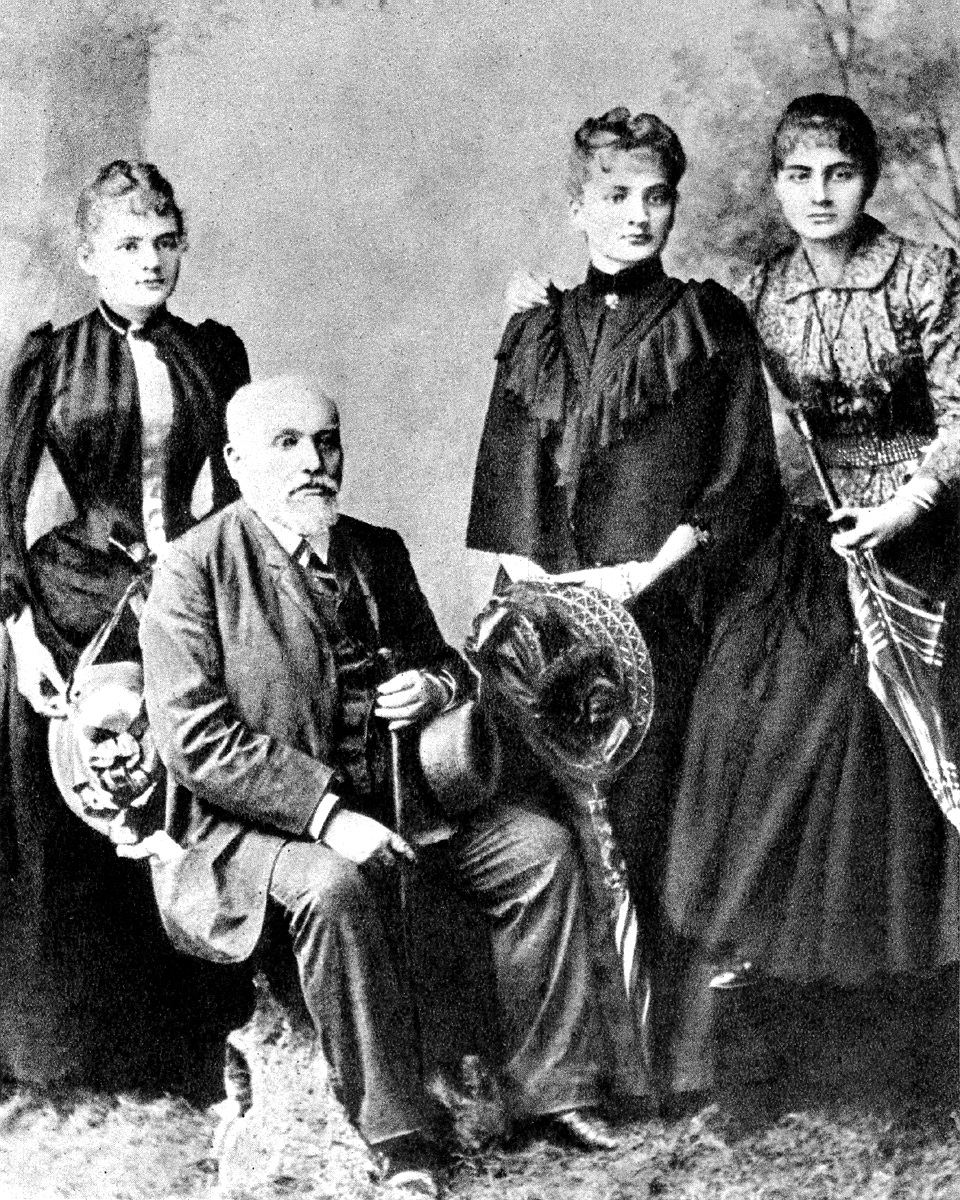
Władysław Skłodowski và các con gái (từ trái sang) Maria, Bronisława và Helena vào năm 1890

Maria Skłodowska sinh ngày 7 tháng 11 năm 1867 tại Warszawa, Vương quốc Ba Lan thuộc Đế quốc Nga, là con thứ năm và là con út của hai giáo viên nổi tiếng Bronisława (nhũ danh Boguska) và Władysław Skłodowski. Các anh chị của Maria (biệt danh Mania) là Zofia (sinh năm 1862, biệt danh Zosia), Józef Skłodowski (sinh năm 1863, biệt danh Józio), Bronisława (sinh năm 1865, biệt danh Bronia) và Helena (sinh năm 1866, biệt danh Hela).
Ở cả bên nội và bên ngoại, gia đình đã mất tài sản và của cải do sự tham gia của người yêu nước vào các cuộc nổi dậy của quốc gia Ba Lan nhằm khôi phục nền độc lập của Ba Lan (gần nhất lúc ấy là Khởi nghĩa Tháng Giêng giai đoạn 1863–65). Điều này làm cho thế hệ tiếp theo (kể cả Maria và các anh chị của bà) phải chật vật bươn chải để vươn lên trong cuộc sống. Ông nội của Maria, Józef Skłodowski từng là hiệu trưởng trường tiểu học Lublin mà Bolesław Prus theo học, về sau trở thành nhân vật hàng đầu trong nền văn học Ba Lan.
Władysław Skłodowski dạy toán và vật lý (những môn học mà Maria theo đuổi sau này), đồng thời là giám đốc của hai trường trung học (cơ sở) cho nam sinh ở Warszawa. Sau khi chính quyền Nga bỏ hướng dẫn phòng thí nghiệm khỏi các trường học ở Ba Lan, ông đã mang nhiều thiết bị từ phòng thí nghiệm về nhà và hướng dẫn các con cách sử dụng. Cuối cùng ông bị những giám sát viên người Nga của mình sa thải vì tình cảm thân Ba Lan và buộc phải nhận những vị trí được trả lương thấp hơn; gia đình cũng thua lỗ vì một khoản đầu tư tồi và sau cùng chọn bổ sung thu nhập bằng cách cho trai ở trọ. Mẹ Maria, bà Bronisława từng điều hành một trường nội trú nữ sinh danh tiếng ở Warszawa; bà từ chức sau khi Maria chào đời. Bà mất vì bệnh lao vào tháng 5 năm 1878, lúc Maria mới 10 tuổi. Chưa đầy ba năm trước, chị cả của Maria là Zofia cũng tử vong vì sốt phát ban lây từ một người khách trọ. Cha Maria là một người vô thần, còn mẹ bà là một tín đồ sùng đạo Công giáo. Cái chết của mẹ và em gái làm cho Maria từ bỏ Công giáo và trở thành tín đồ bất khả tri.

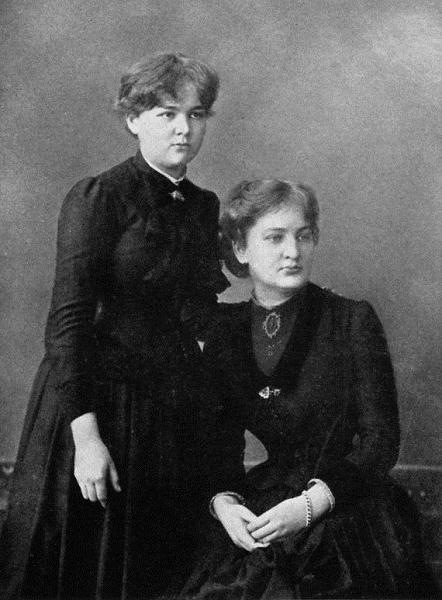
Maria (trái) và chị gái Bronisława,

Năm lên 10 tuổi, Maria bắt đầu theo học trường nội trú do Jadwiga Sikorska điều hành; kế đến bà theo học một trường trung học cho nữ sinh, rồi tốt nghiệp vào ngày 12 tháng 6 năm 1883 với một tấm huy chương vàng. Sau khi suy sụp tinh thần (có thể do u sầu), bà dành năm tiếp theo sống ở nông thôn với họ hàng bên nội, và năm sau nữa thì sống cùng cha và làm gia sư ở Warszawa. Do không thể đăng ký nhập học vào một cơ sở giáo dục đại học thông thường vì là phụ nữ, bà và chị gái Bronisława đã tham gia vào Đại học Bay bí mật, một tổ chức giáo dục đại học yêu nước của Ba Lan tiếp nhận các nữ sinh.

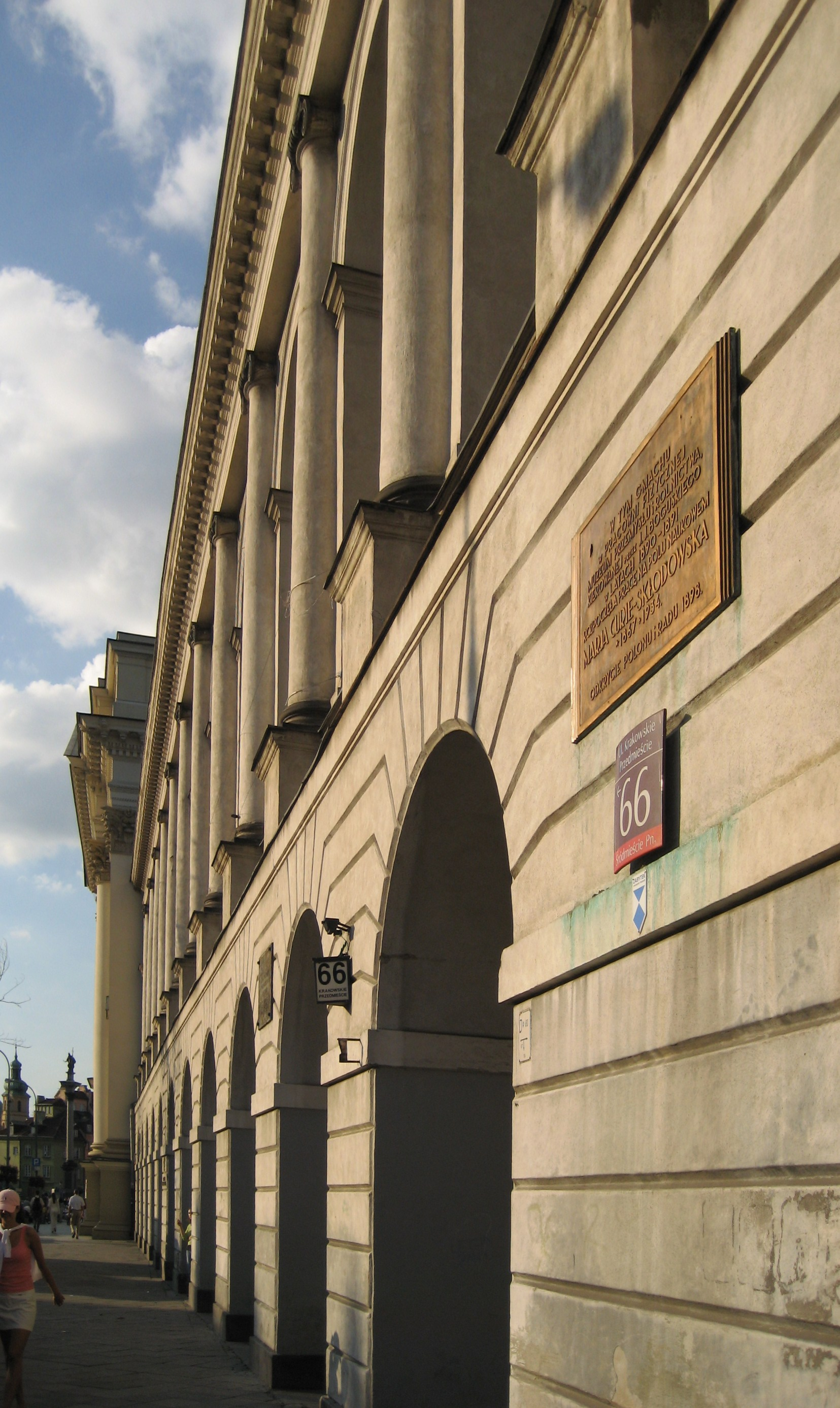
Số 66 đường Krakowskie Przingmiescie, Warszawa, nơi Maria tiến hành công trình khoa học đầu tiên của mình (1890–91)

Maria thỏa thuận với chị gái Bronisława rằng bà sẽ hỗ trợ tài chính cho chị trong thời gian Bronisława học y khoa ở Paris, nhằm đổi lấy hỗ trợ tương tự vào hai năm tiếp theo. Liên quan đến việc này, đầu tiên Maria đảm nhận vị trí gia sư tại nhà ở Warszawa, sau đó làm phó mẫu trong hai năm ở Szczuki với một gia đình địa chủ (nhà Żorawskis, họ hàng của cha bà). Khi làm việc cho nhà Żorawskis, bà đã phải lòng con trai họ là Kazimierz Żorawski, một nhà toán học lỗi lạc trong tương lai. Cha mẹ từ chối cho ông kết hôn với người họ hàng không một xu dính túi, và Kazimierz không thể phản đối họ. Việc Maria đánh mất mối quan hệ với Żorawski là một bi kịch cho cả hai người. Ông sớm lấy bằng tiến sĩ và theo đuổi sự nghiệp học thuật với tư cách nhà toán học, trở thành giáo sư và làm hiệu trưởng của Đại học Kraków. Tuy nhiên, lúc đã lớn tuổi và làm giáo sư toán học tại Đại học Công nghệ Warszawa, ông vẫn ngồi suy tư trước bức tượng Maria Skłodowska được dựng vào năm 1935 trước Viện Radi do bà thành lập năm 1932.
Đầu năm 1890, Bronisława mời Maria đến Paris sống chung với mình và người chồng mới cưới. Bronisława đã kết hôn với Kazimierz Dłuski, một bác sĩ và nhà hoạt động chính trị xã hội người Ba Lan, vài tháng trước đó. Maria từ chối vì không đủ khả năng chi trả học phí đại học; bà phải mất một năm rưỡi nữa để có được số vốn cần thiết. Bà được cha mình giúp đỡ, khi ông có thể chắc suất một vị trí đãi ngộ tốt hơn một lần nữa. Trong suốt thời gian ấy, bà tiếp tục tự học, đọc sách, trao đổi thư từ và được kèm cặp. Đầu năm 1889, bà trở về nhà với cha mình ở Warszawa. Bà tiếp tục làm phó mẫu và ở đó cho đến cuối năm 1891. Bà đi làm gia sư, theo học tại Đại học Bay và bắt đầu thực tập khoa học thực tế (1890–91) trong phòng thí nghiệm hóa học tại Bảo tàng Công nghiệp và Nông nghiệp ở số 66 đường Krakowskie Przingmieście, gần phố cổ Warszawa. Phòng thí nghiệm do anh họ của bà là Józef Boguski điều hành (ông từng là trợ lý cho nhà hóa học người Nga Dmitri Ivanovich Mendeleev ở Sankt-Peterburg).

### Cuộc sống ở Paris
Cuối năm 1891, bà rời Ba Lan đến Pháp. Tại Paris, Maria (hay Marie, tên của bà ở Pháp) tìm được nơi trú ẩn ngắn hạn cùng chị gái và anh rể trước khi thuê một căn gác xép gần trường đại học, nằm ở Khu phố Latinh rồi tiếp tục nghiên cứu vật lý, hóa học và toán học tại Đại học Paris, nơi bà nhập học vào cuối năm 1891. Bà cố tồn tại dựa vào nguồn sống ít ỏi của mình, giữ ấm trong mùa đông lạnh giá bằng cách mặc mọi quần áo mà mình có. Bà tập trung vào việc học đến nỗi đôi khi quên cả ăn. Skłodowska học vào ban ngày và đi gia sư vào buổi tối, hầu như không kiếm được tiền đủ sống. Năm 1893, bà được trao tấm bằng vật lý và bắt đầu làm việc trong phòng thí nghiệm công nghiệp của Gabriel Lippmann. Trong khi đó, bà tiếp tục theo học tại Đại học Paris và với sự hỗ trợ của học bổng, bà đã có thể lấy được tấm bằng thứ hai vào năm 1894.
Skłodowska bắt đầu sự nghiệp khoa học của mình ở Paris với nghiên cứu tính chất từ tính của nhiều loại thép, do Hiệp hội Khuyến khích Công nghiệp Quốc gia ủy thác. Cùng năm ấy, Pierre Curie bước vào đời bà: chính mối quan tâm chung với khoa học tự nhiên đã làm họ hấp dẫn nhau. Pierre Curie là giảng viên tại Viện giáo dục đại học Vật lý và Hóa học công nghiệp thành phố Paris (ESPCI Paris). Họ được giới thiệu nhau bởi nhà vật lý người Ba Lan Józef Wierusz-Kowalski, sau khi ông biết rằng bà đang tìm kiếm một không gian phòng thí nghiệm lớn hơn, nơi mà Wierusz-Kowalski thấy rằng Pierre có thể tiếp cận. Mặc dù Curie không có phòng thí nghiệm lớn, song ông có thể tìm một số chỗ cho Skłodowska để bà có thể bắt đầu công việc.

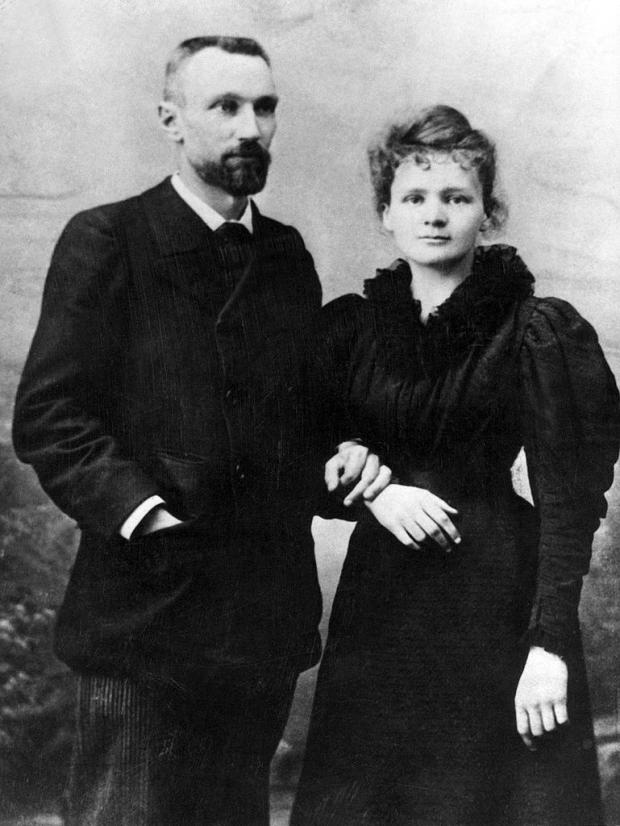
Pierre Curie và Marie Skłodowska-Curie vào năm 1895

Niềm đam mê khoa học chung đã làm họ ngày càng gần gũi hơn và họ bắt đầu nảy sinh tình cảm với nhau. Cuối cùng, Pierre ngỏ lời cầu hôn, nhưng lúc đầu Skłodowska không nhận lời vì bà vẫn đang có ý định trở về quê hương của mình. Tuy nhiên, Curie tuyên bố rằng ông sẵn sàng cùng bà chuyển đến Ba Lan, ngay cả khi điều đó đồng nghĩa với việc phải dạy tiếng Pháp. Trong khi đó, vào kỳ nghỉ hè năm 1894, Skłodowska trở lại Warszawa để đến thăm gia đình. Bà vẫn đang làm việc với ảo mộng rằng mình có thể làm việc trong lĩnh vực mình chọn ở Ba Lan, song bà bị từ chối một suất vào Đại học Kraków vì phân biệt giới tính trong học viện. Một lá thư của Pierre đã thuyết phục bà trở lại Paris để theo đuổi bằng tiến sĩ. Trước sự cương quyết của Skłodowska, Curie viết xong nghiên cứu về từ tính và nhận bằng tiến sĩ của riêng mình vào tháng 3 năm 1895; ông cũng được thăng chức giáo sư tại trường. Một câu châm ngôn đương thời gọi Skłodowska là "khám phá lớn nhất của Pierre".
Ngày 26 tháng 7 năm 1895, họ kết hôn ở Sceaux; bất chấp không muốn theo nghi lễ tôn giáo. Bộ trang phục màu xanh đậm của Curie (mặc thay cho váy cô dâu) sẽ làm trang phục của bà trong phòng thí nghiệm trong nhiều năm. Họ có chung hai thú tiêu khiển: những chuyến đi xe đạp dài ngày và du lịch nước ngoài, đưa họ đến gần nhau hơn. Ở Pierre, Marie tìm thấy một tình yêu mới, một người bạn đời và một cộng tác viên khoa học mà bà có thể trông cậy.

### Những nguyên tố mới

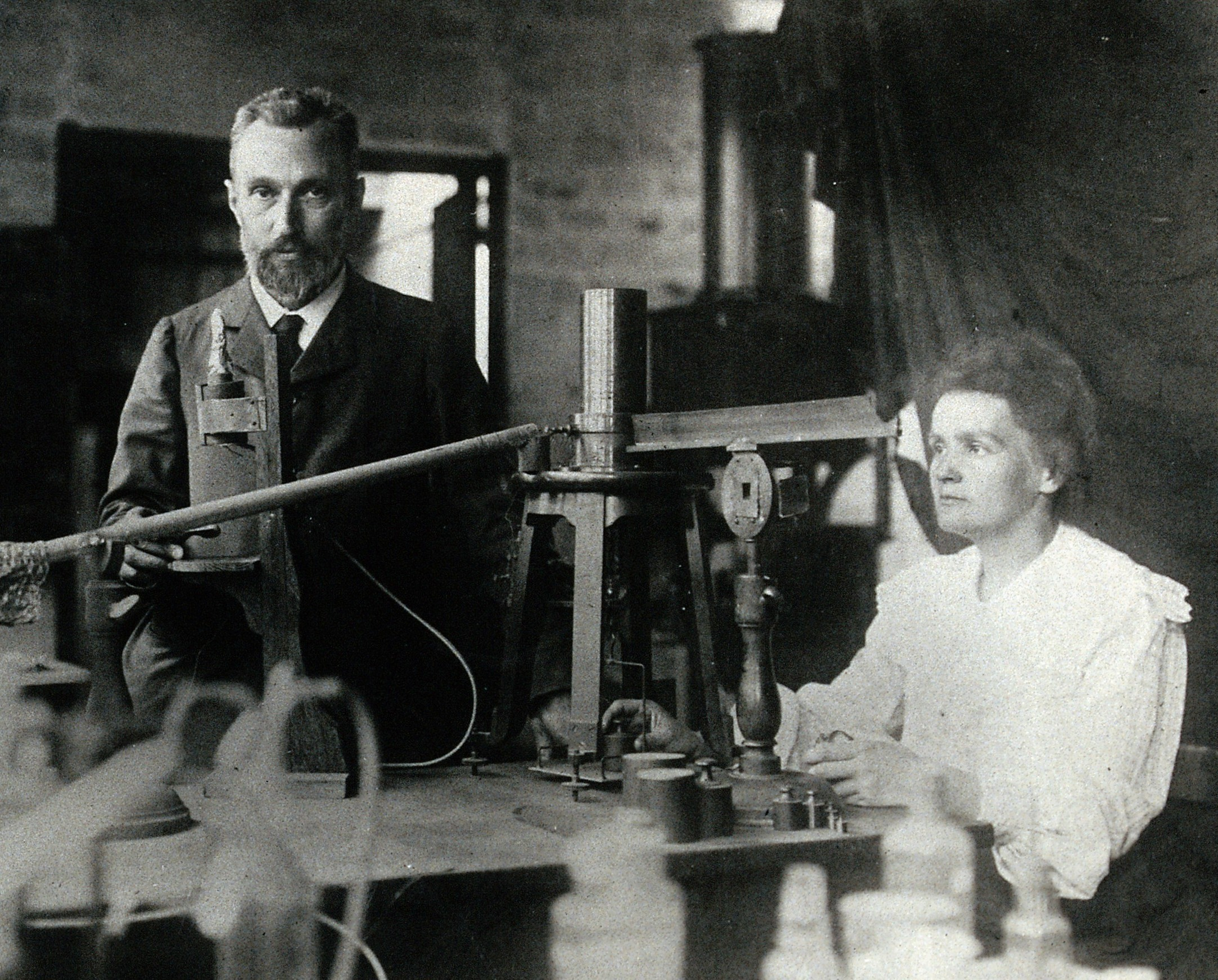
Pierre và Marie Curie trong phòng thí nghiệm, 1904

Năm 1895, Wilhelm Röntgen phát hiện ra sự tồn tại của tia X, mặc dù chưa nắm rõ cơ chế tạo ra chúng. Năm 1896, Henri Becquerel phát hiện ra rằng muối urani phát ra chùm tia giống tia X về khả năng xuyên thấu. Ông chứng minh rằng bức xạ này không giống hiện tượng lân quang, không phụ thuộc vào nguồn năng lượng bên ngoài mà dường như phát sinh tự phát từ chính urani. Bị ảnh hưởng bởi hai khám phá quan trọng này, Curie quyết định xem xét tia urani thành một lĩnh vực nghiên cứu khả thi cho một luận án.
Bà sử dụng một kỹ thuật đột phá để nghiên cứu các mẫu. 15 năm trước, Pierre và anh của ông đã phát triển một phiên bản của điện kế, một thiết bị nhạy cảm dùng để đo điện tích. Nhờ sử dụng điện kế của chồng, bà phát hiện ra rằng các tia urani tạo ra không khí xung quanh một mẫu để dẫn điện. Nhờ sử dụng kỹ thuật này, kết quả đầu tiên của bà là phát hiện ra rằng hoạt động của các hợp chất urani chỉ phụ thuộc vào lượng urani hiện diện. Bà giả định rằng bức xạ không phải là kết quả từ một số tương tác giữa các phân tử mà phải đến từ chính nguyên tử. Giả thuyết này là một bước quan trọng nhằm bác bỏ giả định rằng các nguyên tử không thể phân chia được.
Năm 1897, cô con gái Irène của bà chào đời. Nhằm hỗ trợ gia đình, Curie bắt đầu giảng dạy tại École Normale Supérieure. Nhà Curie không có phòng thí nghiệm chuyên dụng; hầu hết các nghiên cứu của họ được thực hiện trong một nhà kho được tân trang bên cạnh ESPCI. Nhà kho (trước đây là phòng mổ của trường y) thông gió kém và thậm chí không chống thấm được. Họ không hay biết về những tác động có hại của tiếp xúc bức xạ đối với việc tiếp tục nghiên cứu các chất phóng xạ mà không được bảo vệ. ESPCI không tài trợ cho nghiên cứu của bà, nhưng bà sẽ nhận được trợ cấp từ các công ty luyện kim và khai thác mỏ cũng như từ các tổ chức và chính phủ khác nhau.
Những nghiên cứu có hệ thống của Curie gồm hai khoáng chất urani, pitchblende và torbernite (còn được gọi là chalcolite). Điện kế của bà chỉ ra rằng pitchblende hoạt động mạnh gấp 4 lần urani và còn chalcolite hoạt động gấp đôi. Bà kết luận rằng, nếu các kết quả trước liên hệ hàm lượng urani với hoạt động của nó là đúng, thì hai khoáng chất này phải chứa một hàm lượng nhỏ chất khác hoạt động mạnh hơn urani rất nhiều. Bà bắt đầu tìm kiếm một cách có hệ thống các chất bổ sung phát ra bức xạ, và đến năm 1898, bà phát hiện ra rằng nguyên tố thori cũng mang tính phóng xạ. Pierre Curie ngày càng bị hấp dẫn bởi nghiên cứu của vợ. Đến giữa năm 1898, ông đã đầu tư vào nghiên cứu ấy đến mức quyết định bỏ việc nghiên cứu pha lê và tham gia cùng bà.
[Reid viết] ý tưởng [nghiên cứu] là của chính bà; không ai giúp bà xây dựng nó, và dù cho bà đưa nó cho chồng để xin ý kiến, bà đã xác định rõ quyền sở hữu nó. Sau đó bà ghi lại sự thật hai lần trong tiểu sử về chồng mình để đảm bảo rằng không có bất kỳ sự nhập nhằng nào. [Dường như] ngay từ giai đoạn đầu sự nghiệp, [bà] nhận ra rằng... nhiều nhà khoa học thấy khó mà tin được một phụ nữ có thể thực hiện nghiên cứu nguyên bản mà mình tham gia.

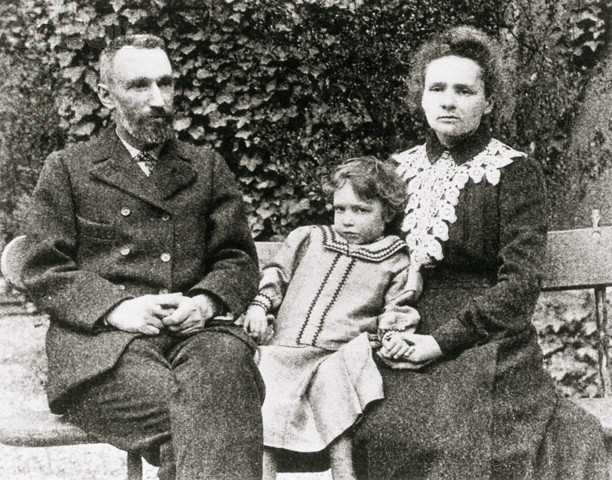
Pierre, Irène và Marie Curie vào năm 1902

Bà nhận thức sâu sắc về tầm quan trọng của việc nhanh chóng công bố những khám phá của mình và do đó xây dựng quyền ưu tiên của mình. Nếu không phải vì cách đó hai năm Becquerel đã trình bày khám phá của mình cho Académie des Science vào ngày sau khi ông thực hiện nó, thì thay vào đó việc ghi công khám phá ra phóng xạ (và thậm chí là giải Nobel) sẽ thuộc về Silvanus Thompson. Curie đã chọn cùng một phương tiện xuất bản nhanh chóng. Bài báo của bà (trình bày ngắn gọn và đơn giản về nghiên cứu của mình) đã được giáo sư cũ Gabriel Lippmann thay mặt bà trao cho Académie vào ngày 12 tháng 4 năm 1898. Mặc dù vậy, giống như Thompson từng bị Becquerel đánh bại, Curie cũng bị đánh bại trong cuộc chạy đua kể về phát hiện thori phát ra các tia giống như urani; hai tháng trước, Gerhard Carl Schmidt đã công bố phát hiện của mình ở Berlin.
Lúc bấy giờ, chẳng có ai khác trong thế giới vật lý chú ý đến những gì Curie ghi chép trong một câu ở bài báo của mình, mô tả các hoạt động của pitchblende và chalcolite to lớn hơn nhiều so với urani: "Thực tế là rất đáng chú ý, và dẫn đến niềm tin rằng những khoáng chất này có thể chứa một nguyên tố hoạt động mạnh hơn nhiều so với urani." Sau đó, bà nhớ lại cảm giác "khao khát mãnh liệt để xác minh giả thuyết này càng nhanh càng tốt" ra sao. Ngày 14 tháng 4 năm 1898, vợ chồng Curie lạc quan cân một mẫu pitchblende nặng 100 gam và nghiền nó bằng chày và cối. Vào thời điểm đó, họ không nhận ra rằng những gì họ đang tìm kiếm lại có mặt với số lượng nhỏ đến mức sau cùng họ sẽ phải xử lý hàng tấn quặng.
Tháng 7 năm 1898, Curie và chồng xuất bản chung một bài báo thông báo về sự tồn tại của một nguyên tố mà họ đặt tên là "poloni" nhằm tôn vinh quê hương Ba Lan của bà, quốc gia tiếp tục bị xâu xé giữa ba đế quốc (Nga, Áo và Phổ) trong 20 năm nữa. Ngày 26 tháng 12 năm 1898, vợ chồng Curie công bố sự tồn tại của nguyên tố thứ hai mà họ đặt tên là "radi" (từ tiếng Latinh có nghĩa là "tia"). Trong quá trình nghiên cứu, họ cũng đặt ra từ "phóng xạ".

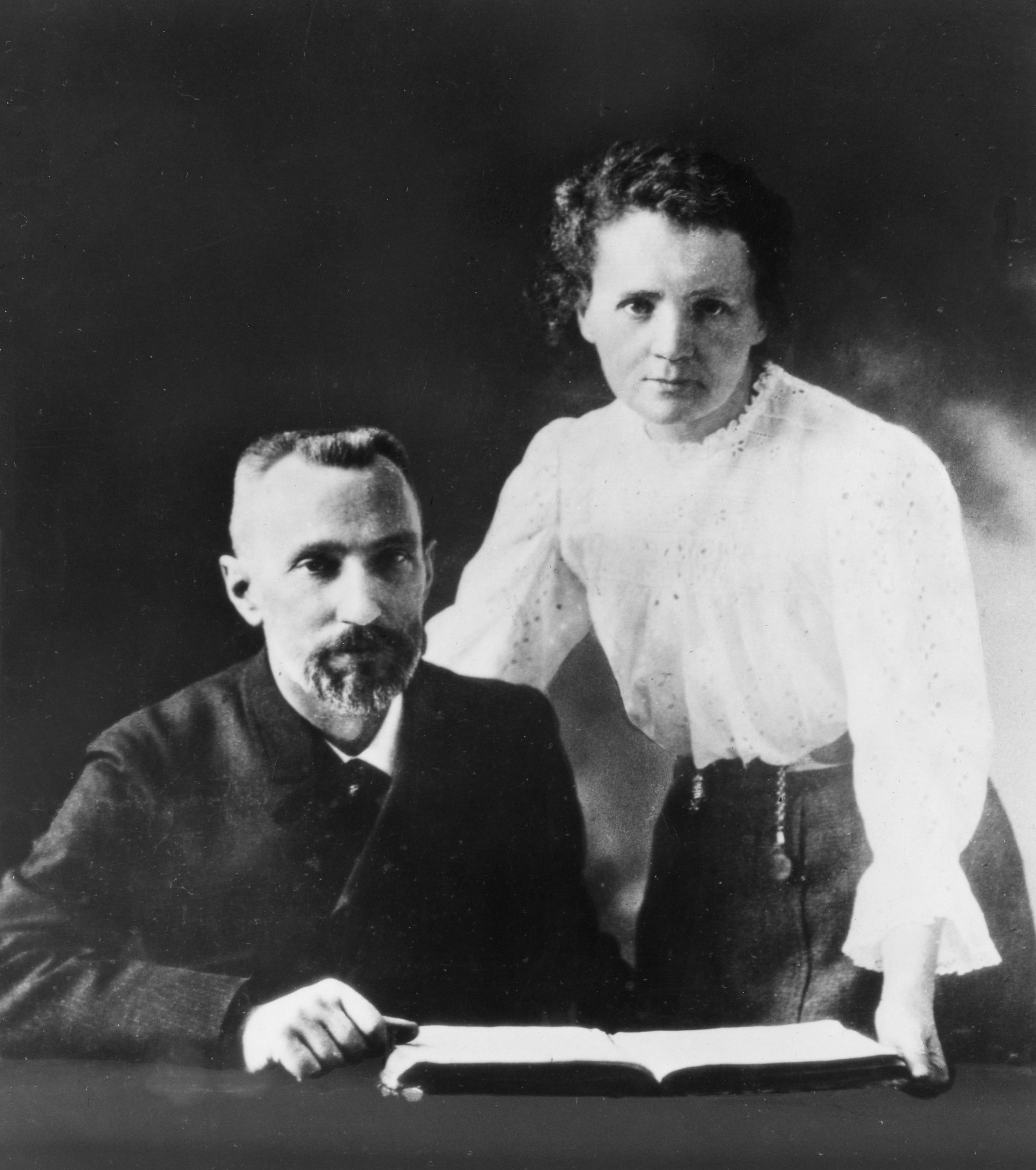
Pierre và Marie Curie, 1903

Để chứng minh những khám phá của họ không còn bị nghi ngờ, vợ chồng Curie đã tìm cách tách poloni và radi ở dạng tinh khiết. Pitchblende là một khoáng chất phức tạp; việc tách hóa học các thành phần của nó là một nhiệm vụ khó khăn. Việc phát hiện ra poloni tương đối dễ dàng; về mặt hóa học, nó giống với nguyên tố bismuth và poloni là chất giống bismuth duy nhất trong quặng. Tuy nhiên radi thì khó nắm bắt hơn; nó có liên quan chặt chẽ về mặt hóa học với bari và pitchblende chứa cả hai nguyên tố. Đến năm 1898, nhà Curie thu được dấu vết của radi, nhưng số lượng đáng kể không bị nhiễm bari vẫn nằm ngoài tầm với. Vợ chồng Curie đảm nhận nhiệm vụ khó khăn là tách muối radi bằng phương pháp kết tinh vi sai. Từ một tấn pitchblende, 1/10 gam radi chloride đã được chiết tách vào năm 1902. Năm 1910, bà tách được kim loại radi nguyên chất. Bà chưa bao giờ tách được thành công poloni (chất có chu kỳ bán rã chỉ 138 ngày).
Từ năm 1898 đến năm 1902, vợ chồng Curie đã xuất bản (cả chung hoặc riêng) tổng cộng 32 bài báo khoa học, trong đó có một bài công bố rằng khi tiếp xúc với radi, các tế bào hình thành khối u gây bệnh sẽ bị phá hủy nhanh hơn các tế bào khỏe mạnh.
Năm 1900, Curie trở thành nữ giảng viên đầu tiên của École Normale Supérieure còn chồng bà trở thành giáo viên ở Đại học Paris. Năm 1902, bà đến thăm Ba Lan vào dịp cha bà mất. Tháng 6 năm 1903, dưới sự giám sát của Gabriel Lippmann, Curie được trao bằng tiến sĩ tại Đại học Paris. Tháng đó, cặp đôi được mời đến Viện Hoàng gia ở Luân Đôn để thuyết trình về phóng xạ; là phụ nữ nên bà bị cấm nói, và chỉ một mình Pierre Curie được phép nói. Trong khi đó, một ngành công nghiệp mới bắt đầu phát triển dựa trên radi. Nhà Curie đã không lấy bằng sáng chế cho khám phá của họ và thu được rất ít lợi nhuận từ hoạt động kinh doanh ngày càng sinh lời này.

### Giải Nobel

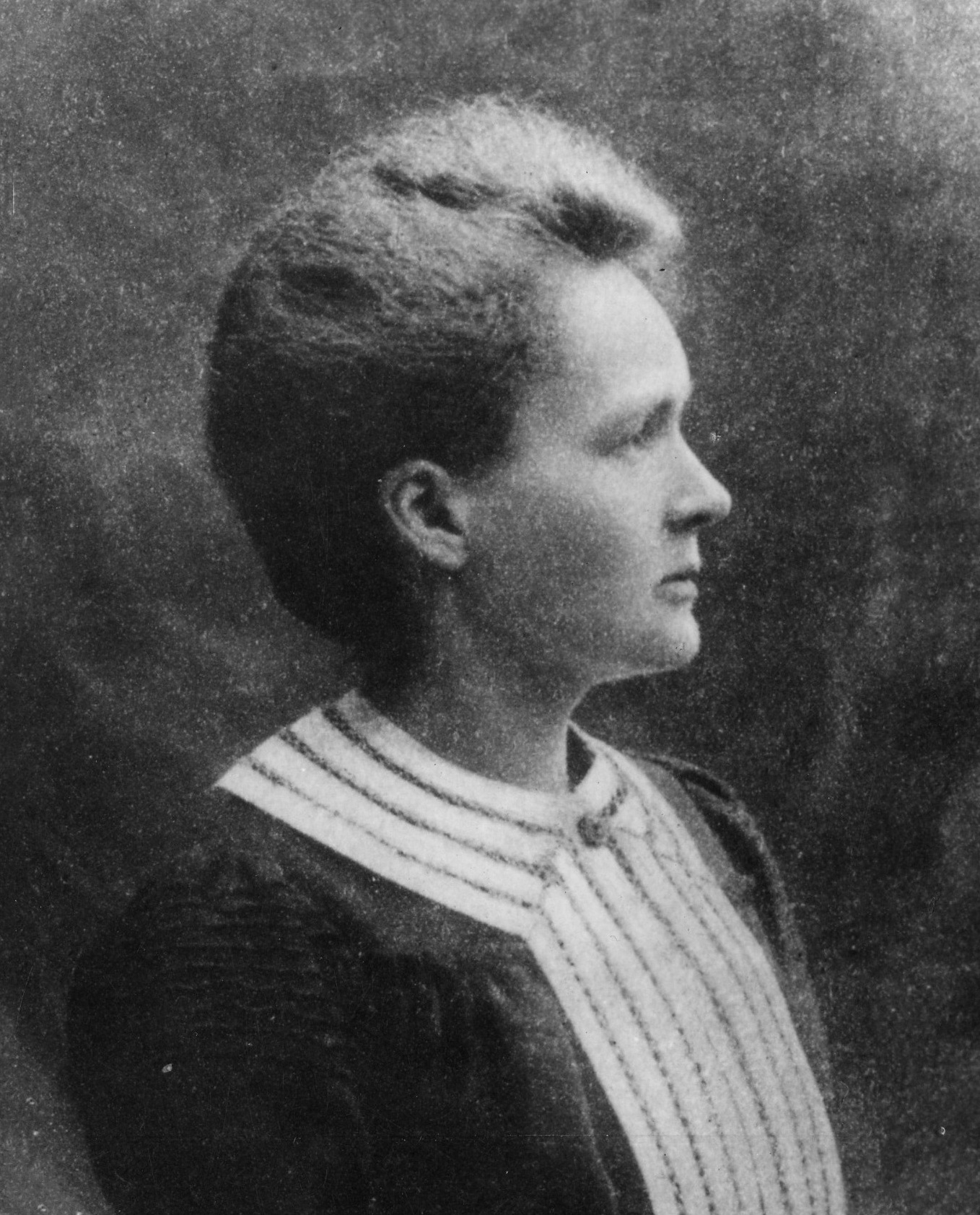
Chân dung Curie tại giải Nobel 1903

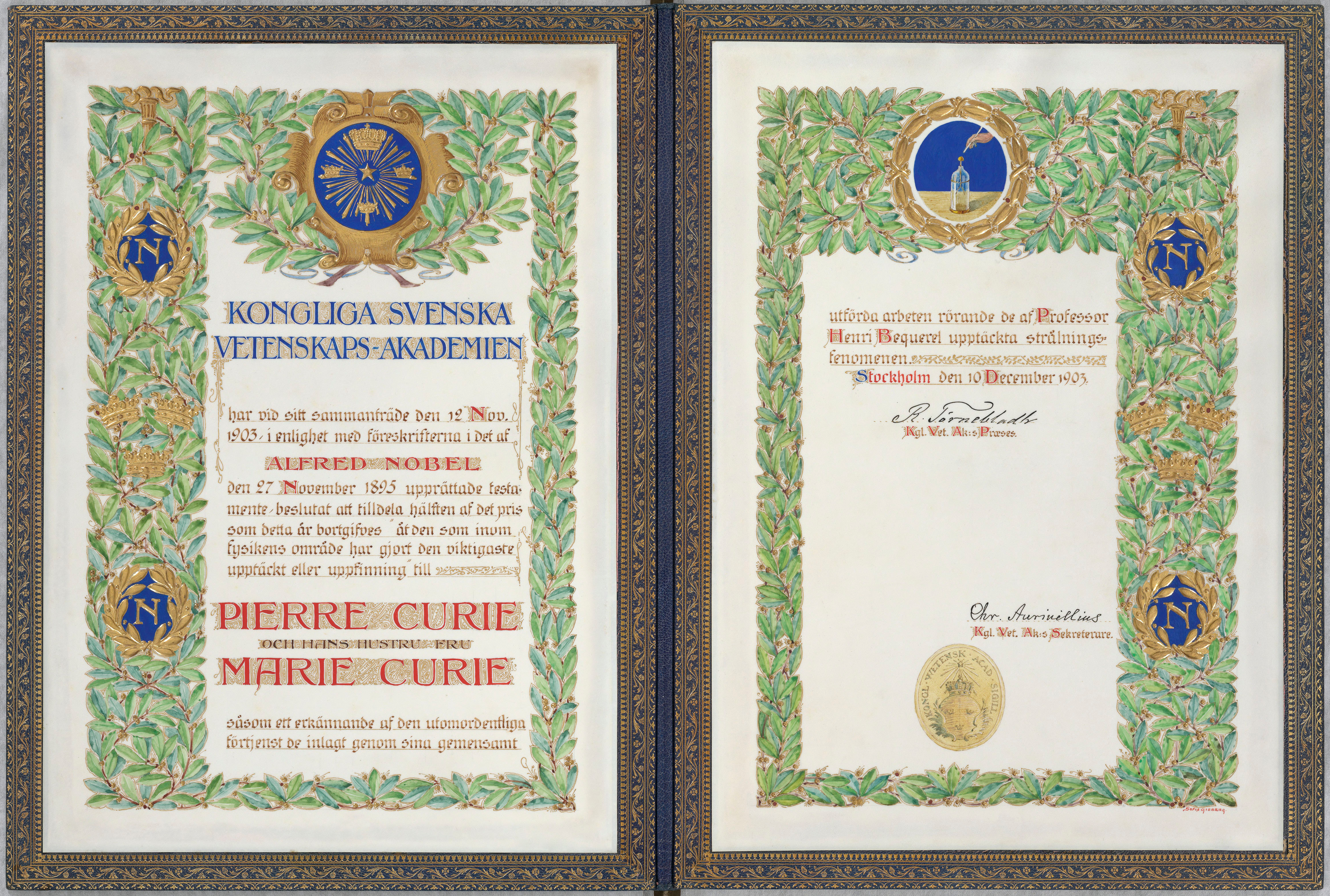
Văn bằng giải Nobel năm 1903

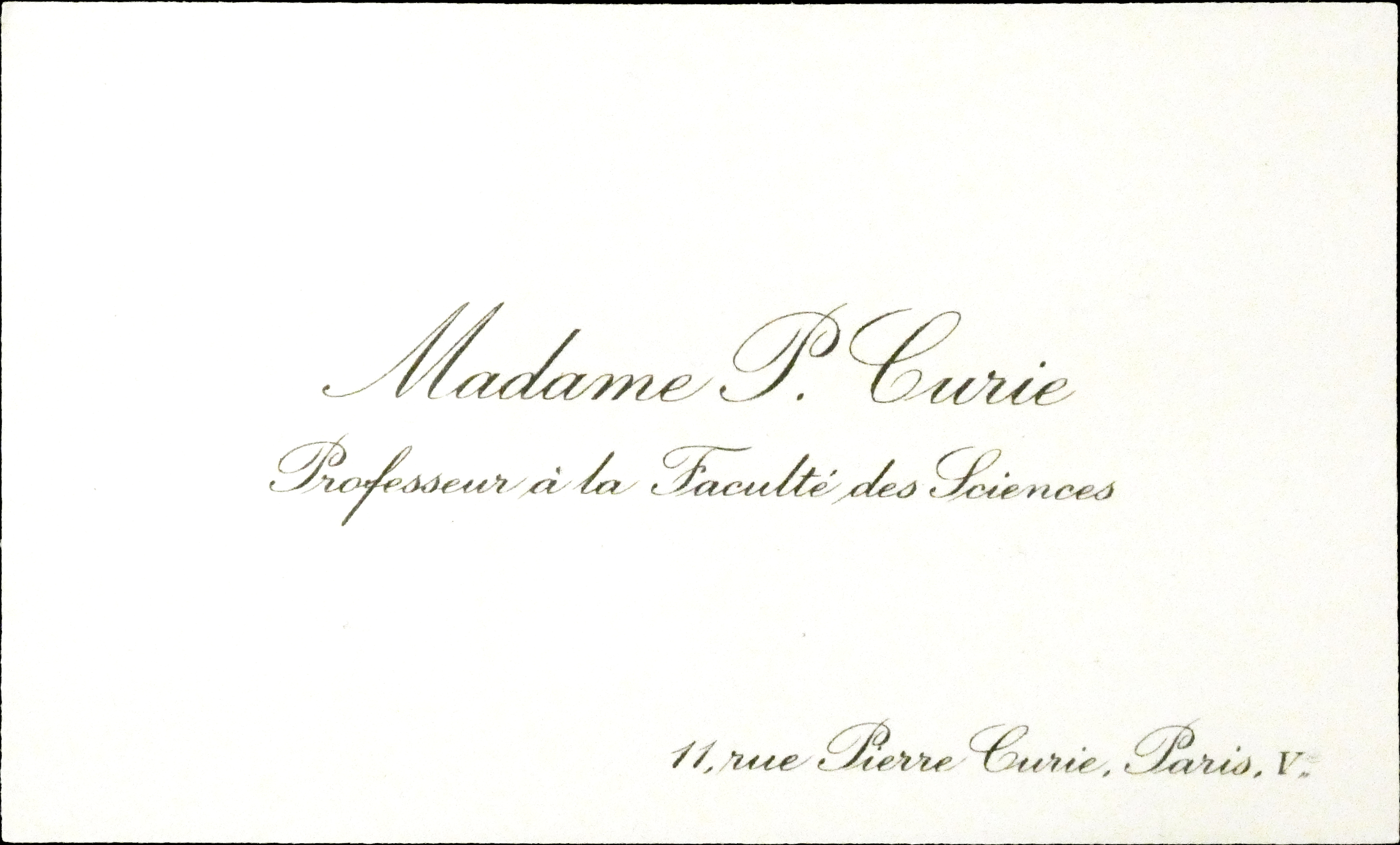
Danh thiếp của Marie Curie với tư cách là giáo sư tại Khoa Khoa học

Tháng 12 năm 1903, Viện Hàn lâm Khoa học Hoàng gia Thụy Điển đã trao giải Nobel Vật lý cho Pierre Curie, Marie Curie và Henri Becquerel, "nhằm ghi nhận những cống hiến phi thường mà họ thực hiện được nhờ nghiên cứu chung hiện tượng bức xạ do Giáo sư Henri Becquerel khám phá ra." Lúc đầu, ủy ban chỉ định vinh danh Pierre Curie và Henri Becquerel, nhưng một thành viên ủy ban và người ủng hộ các nhà khoa học nữ, nhà toán học Thụy Điển Magnus Gösta Mittag-Leffler đã cảnh báo Pierre về tình huống này, và sau khi ông khiếu nại, tên của Marie đã được điền thêm vào bảng đề cử. Marie Curie là người phụ nữ đầu tiên được trao giải Nobel.
Curie và chồng từ chối đến Stockholm để trực tiếp nhận giải thưởng; họ quá bận rộn với công việc của mình, còn Pierre Curie (ghét những buổi lễ trước công chúng) ngày càng ốm yếu. Khi những chủ nhân giải Nobel được yêu cầu có một bài thuyết trình, chung cuộc vợ chồng Curie đã thực hiện chuyến đi vào năm 1905. Số tiền thưởng cho phép vợ chồng Curie thuê trợ lý phòng thí nghiệm đầu tiên của họ. Sau khi được trao giải Nobel và có được sự khích lệ bởi lời mời Pierre Curie làm việc từ Đại học Genève, Đại học Paris đã trao cho ông chức danh giáo sư và chủ nhiệm khoa vật lý, mặc dù nhà Curie vẫn chưa có một phòng thí nghiệm đúng nghĩa. Sau lời phàn nàn của Pierre Curie, Đại học Paris mủi lòng và đồng ý cung cấp một phòng thí nghiệm mới, nhưng cho biết phải đến năm 1906 thì mới sử dụng nó được.

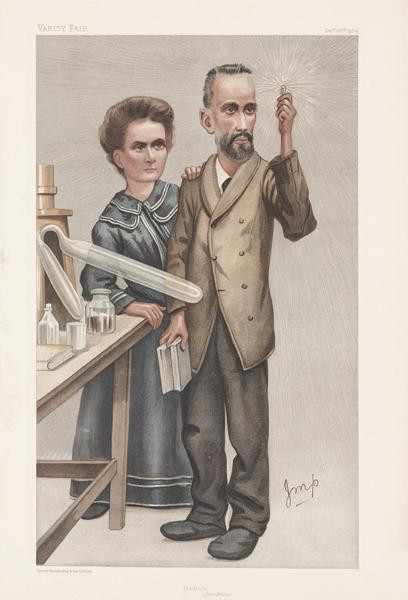
Tranh biếm họa Marie và Pierre Curie (chú thích "Radium") trên tạp chí Vanity Fair ở Luân Đôn vào tháng 12 năm 1904

Tháng 12 năm 1904, Curie hạ sinh cô con gái thứ hai của họ là Ève. Bà thuê các phó mẫu người Ba Lan dạy tiếng mẹ đẻ cho các con gái của mình, đồng thời cử hoặc đưa chúng đi thăm Ba Lan.
Ngày 19 tháng 4 năm 1906, Pierre Curie tử vong trong một vụ tai nạn giao thông. Khi đi ngang qua con phố Rue Dauphine trong cơn mưa lớn, ông bị một chiếc xe ngựa kéo tông phải và ngã xuống dưới bánh xe của nó, làm vỡ hộp sọ và khiến ông tử vong ngay lập tức. Curie vô cùng đau khổ trước cái chết của chồng. Ngày 13 tháng 5 năm 1906, khoa vật lý của Đại học Paris quyết định giữ lại ghế chủ nhiệm được tạo ra cho người chồng quá cố của bà và trao cho Marie. Bà nhận nó với hy vọng có thể tạo ra một phòng thí nghiệm tầm cỡ thế giới nhằm tri ân chồng mình Pierre. Bà là người phụ nữ đầu tiên trở thành giáo sư tại Đại học Paris.
Tuy nhiên, nhiệm vụ thành lập một phòng thí nghiệm mới của Curie không khép lại với Đại học Paris. Trong những năm cuối đời, bà đứng đầu Viện Radi (Institut du radium, nay là Viện Curie, Institut Curie), một phòng thí nghiệm phóng xạ do Viện Pasteur và Đại học Paris thành lập dành cho bà. Sáng kiến thành lập Viện Radi được Pierre Paul Émile Roux, (giám đốc Viện Pasteur) trình bày vào năm 1909 sau khi thất vọng vì Đại học Paris không cung cấp cho Curie một phòng thí nghiệm đúng nghĩa và đề xuất cho bà chuyển đến Viện Pasteur. Chỉ sau đó, với mối lo Curie rời đi, Đại học Paris mới mủi lòng và sau cùng Nhà trưng bày Curie trở thành một sáng kiến chung của Đại học Paris và Viện Pasteur.

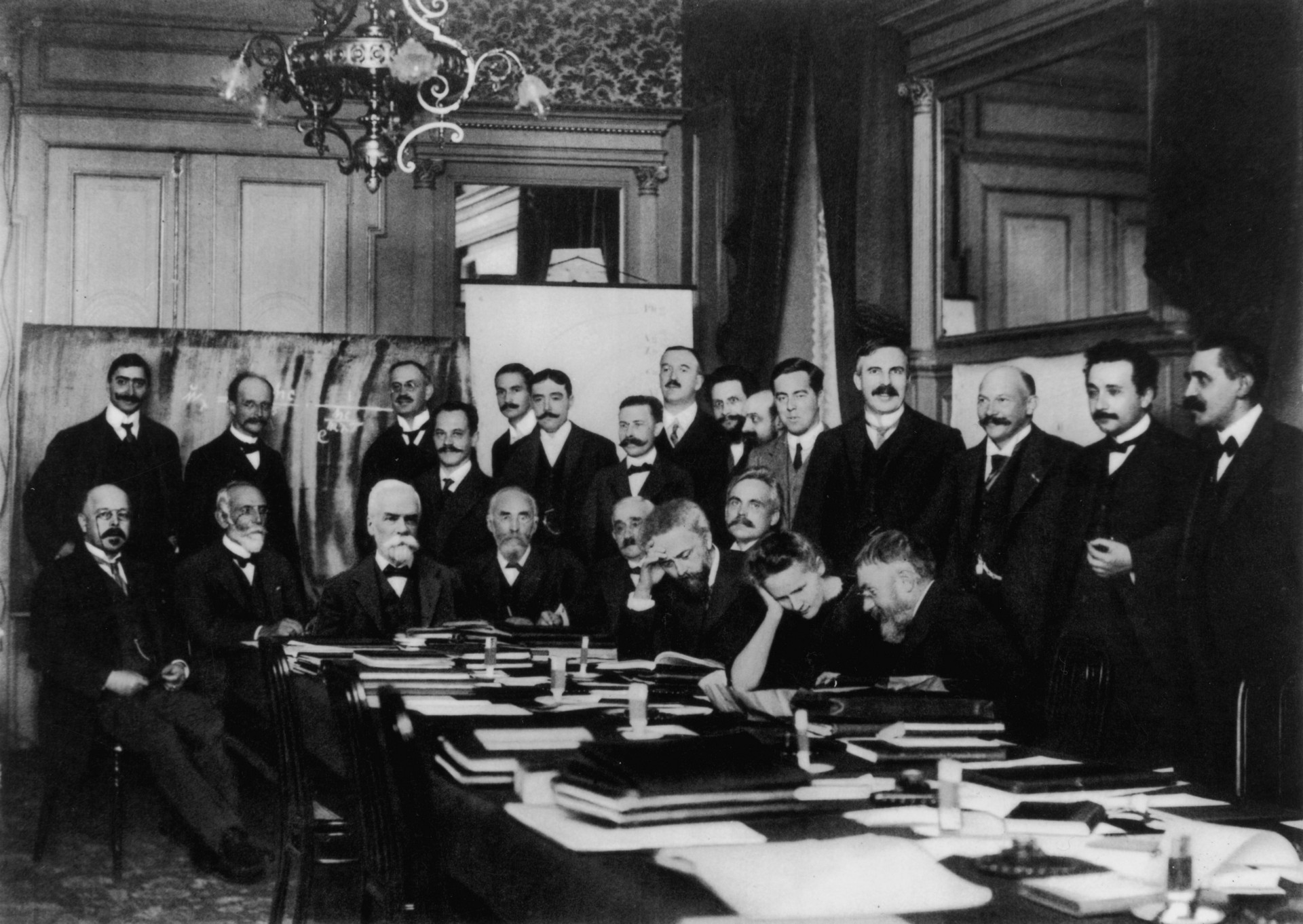
Tại Hội nghị Solvay đầu tiên (1911), Curie (ngồi thứ hai từ phải sang) trao đổi với Henri Poincaré; đứng gần đó là Rutherford (thứ tư từ phải sang), Einstein (thứ hai từ phải sang) và Paul Langevin (ngoài cùng bên phải).

Năm 1910, Curie thành công tách được radi; bà còn xác định một tiêu chuẩn quốc tế về phát thải phóng xạ mà sau cùng được đặt tên theo tên bà và Pierre: curie. Tuy nhiên, vào năm 1911, Viện Hàn lâm Khoa học Pháp đã thất bại (thua một hoặc hai lá phiếu) nhằm bầu bà làm thành viên của Viện. Người được bầu thay là Édouard Branly, nhà phát minh hỗ trợ Guglielmo Marconi phát triển điện báo không dây. Chỉ hơn nửa thế kỷ sau, vào năm 1962, một sinh viên học vị tiến sĩ của Curie là Marguerite Perey đã trở thành người phụ nữ đầu tiên được bầu làm thành viên của Viện.
Bất chấp danh tiếng của Curie với tư cách nhà khoa học làm việc cho Pháp, thái độ của dư luận có xu hướng bài ngoại – chuyện tương tự đã dẫn đến vụ Dreyfus – còn làm dấy lên suy đoán sai lệch rằng Curie là người Do Thái. Trong cuộc bầu cử Viện Hàn lâm Khoa học Pháp, bà bị báo chí cánh hữu phỉ báng là người nước ngoài và người vô thần. Sau đó con gái bà nhận xét cánh báo chí Pháp là đạo đức giả khi miêu tả Curie là một người nước ngoài đáng khinh lúc mà bà được đề cử danh hiệu của Pháp, nhưng lại miêu tả bà là một nữ anh hùng Pháp khi bà nhận được các danh hiệu nước ngoài như giải Nobel.
Năm 1911, có tin tiết lộ rằng Curie có quan hệ tình cảm dài cả năm với nhà vật lý Paul Langevin (một học trò cũ của Pierre Curie, ông này đã kết hôn và bị vợ ghẻ lạnh). Đây là nguyên nhân của một vụ bê bối báo chí mà các đối thủ hàn lâm của bà dùng để lợi dụng. Curie (lúc ấy đã ngoài 40) hơn Langevin 5 tuổi và bị xuyên tạc trên báo lá cải là người Do Thái nước ngoài đi phá hoại gia đình người khác. Khi vụ bê bối nổ ra, bà đang đi dự hội nghị ở Bỉ; khi bà trở về thì thấy một đám đông giận dữ trước cửa nhà mình và phải cùng các con gái tìm nơi ẩn náu tại nhà của người bạn Camille Marbo.

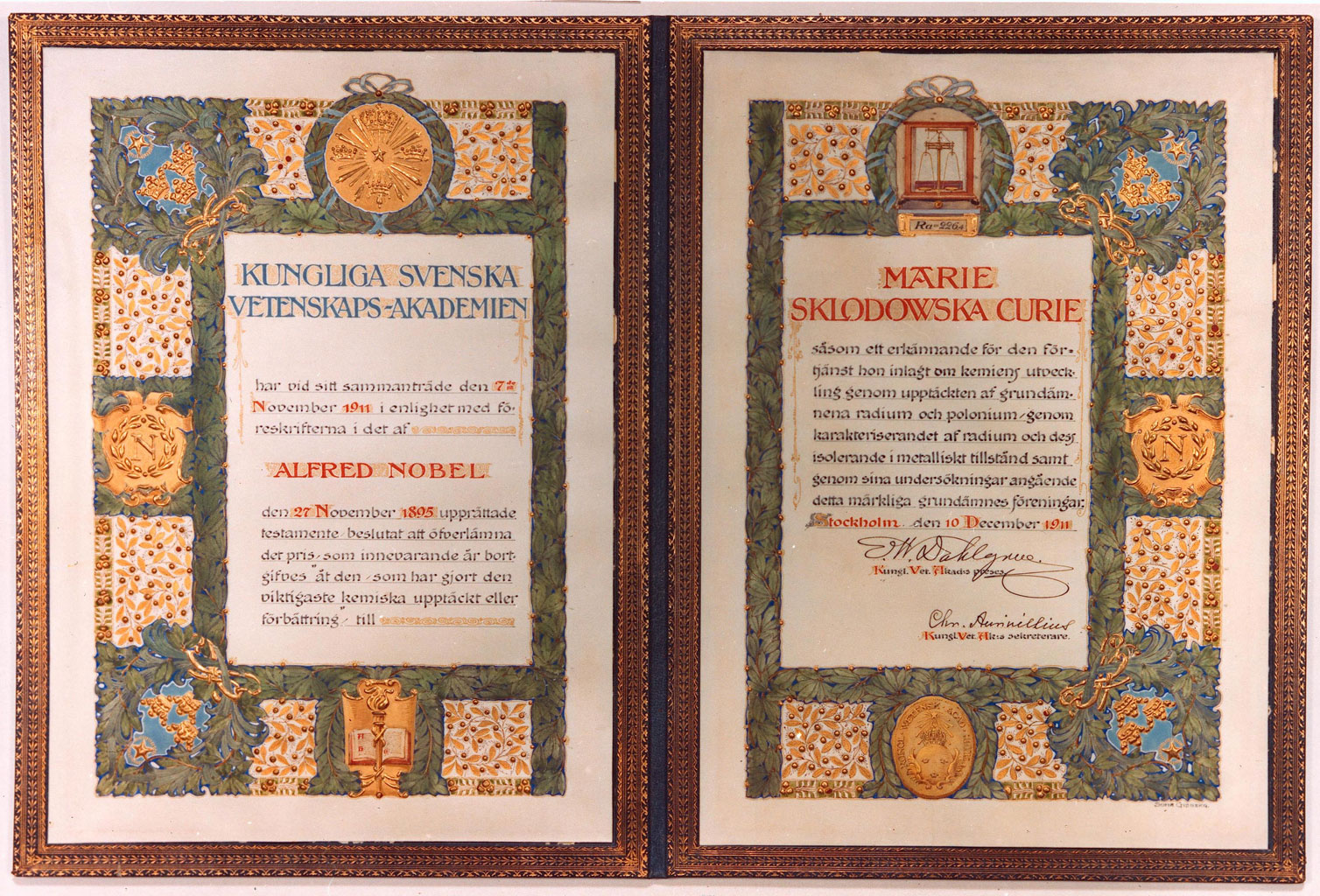
Văn bằng giải Nobel năm 1911

Sự ghi nhận của quốc tế đối với công trình của bà đã vươn lên một tầm cao mới và Viện Hàn lâm Khoa học Hoàng gia Thụy Điển (đơn vị gạt đi phản đối mà vụ bê bối Langevin gây ra) đã vinh danh bà lần thứ hai với giải Nobel Hóa học vào năm 1911. Giải thưởng này "nhằm ghi nhận những đóng góp của bà đối với sự tiến bộ của hóa học bằng việc khám phá ra các nguyên tố radi và poloni, bằng cách tách radi và nghiên cứu bản chất cũng như các hợp chất của nguyên tố đáng chú ý này." Vì dư luận tiêu cực do mối quan hệ của bà với Langevin, chủ tịch hội đồng Nobel, ông Svante Arrhenius đã cố ngăn bà tham dự buổi lễ chính thức trao giải Nobel Hóa học khi viện ra tư cách đạo đức đáng ngờ của bà. Curie trả lời rằng sẽ có mặt tại buổi lễ, bởi vì "giải thưởng được trao cho nữ khoa học gia vì đã khám phá ra poloni và radi" và "không có liên hệ nào giữa công trình khoa học của bà và thực trạng về đời tư của bà".
Bà là người đầu tiên đoạt hoặc đồng đoạt giải Nobel, và chỉ có mỗi bà với Linus Pauling là những người đoạt giải Nobel ở hai lĩnh vực. Một phái đoàn gồm những tri thức Ba Lan nổi tiếng (đứng đầu là tiểu thuyết gia Henryk Sienkiewicz) đã khuyến khích bà trở lại Ba Lan và tiếp tục nghiên cứu của mình ở quê hương. Giải Nobel thứ hai của Curie giúp bà thuyết phục chính phủ Pháp hỗ trợ Viện Radi (được xây dựng vào năm 1914, nơi tiến hành nghiên cứu về hóa học, vật lý và y học). Một tháng sau khi nhận giải Nobel năm 1911, bà phải nhập viện vì u sầu và bệnh thận. Ở phần lớn năm 1912, bà tránh cuộc sống trước công chúng song dành thời gian ở Anh với người bạn và nhà vật lý đồng nghiệp Hertha Ayrton. Bà chỉ trở lại phòng thí nghiệm vào tháng 12, sau khoảng 14 tháng tịnh dưỡng.
Năm 1912, Hiệp hội khoa học Warszawa mời bà làm giám đốc một phòng thí nghiệm mới ở Warszawa song bà từ chối vì chỉ chú trọng phát triển Viện Radi sẽ hoàn thành vào tháng 8 năm 1914, nằm trên một con phố mới tên là Rue Pierre-Curie (ngày nay là rue Pierre-et-Marie-Curie). Bà được bổ nhiệm làm giám đốc Phòng thí nghiệm Curie tại Viện Radi của Đại học Paris, được thành lập năm 1914. Bà đến thăm Ba Lan vào năm 1913 và được chào đón ở Warszawa nhưng chuyến thăm gần như bị chính quyền Nga phớt lờ. Sự phát triển của viện bị gián đoạn do chiến tranh sắp nổ ra, vì hầu hết các nhà nghiên cứu đều bị bắt nhập ngũ vào Quân đội Pháp, sau đấy viện tái hoạt động hoàn toàn vào năm 1919.

### Thế chiến I

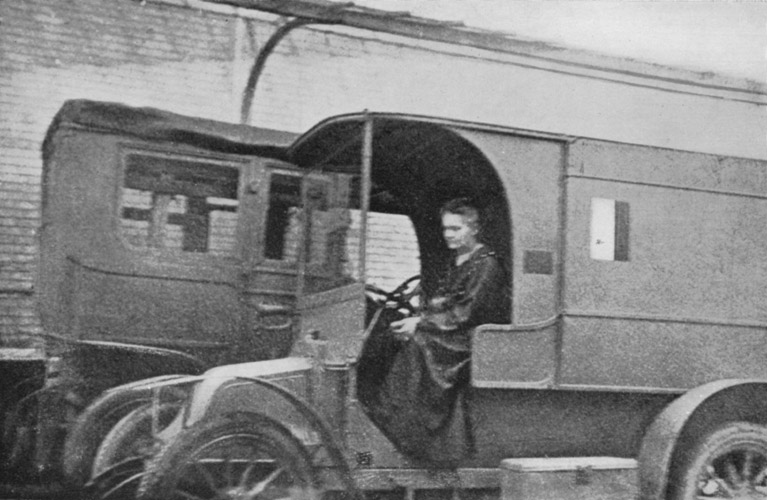
Curie ngồi trong phương tiện X-quang di động,

Trong Thế chiến I, Curie nhận ra rằng những thương binh sẽ bình phục tốt nhất nếu họ được phẫu thuật càng sớm càng tốt. Bà thấy cần có các trung tâm X-quang dã chiến gần tiền tuyến để hỗ trợ các bác sĩ phẫu thuật trên chiến trường, kể cả việc tránh những ca cắt cụt chi trong khi thực tế có thể cứu được các chi. Sau khi nghiên cứu nhanh về X quang, giải phẫu và cơ khí ô tô, bà đã mua thiết bị X-quang, phương tiện vận chuyển, máy phát điện phụ trợ và phát triển các thiết bị chụp X quang di động, được biết đến phổ biến với tên gọi petites Curies ("Tiểu Curie"). Bà trở thành giám đốc của Dịch vụ X quang Chữ thập đỏ và thành lập trung tâm X quang quân sự đầu tiên của Pháp, hoạt động vào cuối năm 1914. Ban đầu nhờ có sự hỗ trợ của một bác sĩ quân đội và cô con gái Irène mới 17 tuổi, Curie đã chỉ đạo lắp đặt 20 phương tiện X quang di động và 200 thiết bị X quang khác tại các bệnh viện dã chiến trong năm đầu tiên của cuộc chiến. Sau đó, bà bắt đầu đào tạo những phụ nữ khác làm phụ tá.
Năm 1915, Curie sản xuất các kim rỗng có chứa "xạ khí radi" (một loại khí phóng xạ, không màu do radi phân rã, về sau được xác định là radon) được sử dụng để khử trùng mô bị nhiễm bệnh. Bà cung cấp radi từ nguồn cấp một gram của chính mình. Ước tính rằng hơn một triệu thương binh đã được điều trị bằng các thiết bị X-quang của bà. Vì bận rộn với công việc này mà bà thực hiện rất ít nghiên cứu khoa học trong thời gian đó. Bất chấp tất cả những đóng góp nhân đạo của mình trong chiến tranh của Pháp, Curie chưa bao giờ nhận được bất kỳ sự công nhận chính thức nào từ chính phủ Pháp.
Ngoài ra, ngay sau khi chiến tranh nổ ra, bà cố quyên góp huy chương vàng giải Nobel của mình để hỗ trợ chiến sự nhưng Ngân hàng Quốc gia Pháp từ chối nhận chúng. Bà đã mua trái phiếu chiến tranh bằng tiền thưởng giải Nobel của mình. Bà chia sẻ:
Tôi sẽ từ bỏ số vàng ít ỏi mà mình có được. Tôi sẽ bổ sung vào chỗ này những tấm huy chương khoa học, chúng khá là vô dụng với tôi. Còn một điều nữa: chỉ do lười biếng mà tôi đã để số tiền cho giải  Nobel thứ hai của mình ở lại Stockholm, bằng đơn vị krona Thụy Điển. Đây là phần chính trong số những gì chúng tôi có được. Tôi muốn đem nó trở lại đây và đem đầu tư vào các khoản vay chiến tranh. Nhà nước cần nó. Chỉ là tôi không hề có ảo tưởng: số tiền này có thể sẽ bị mất.

Bà còn là một thành viên tích cực trong các ủy ban của người Ba Lan ở Pháp dành riêng cho sự nghiệp của Ba Lan. Sau chiến tranh, bà ghi lại tóm tắt những kinh nghiệm thời chiến của mình trong một cuốn sách có nhan đề La radiologie et la guerre (1919).

### Những năm hậu chiến
Năm 1920, nhân kỷ niệm 25 năm ngày phát hiện radi, chính phủ Pháp đã lập một khoản trợ cấp dành cho bà; chủ nhân trước của khoản trợ cấp này là Louis Pasteur (1822–95). Năm 1921, bà được hân hoan chào đón trong chuyến công du Hoa Kỳ để gây quỹ nghiên cứu về radi. Sau khi phỏng vấn Curie, nữ nhà báo William Brown Meloney đã thành lập Quỹ Radium của Marie Curie và quyên góp tiền để mua radi cũng như viết bài quảng bá chuyến đi của Curie.
Năm 1921, Tổng thống Hoa Kỳ Warren G. Harding đã tiếp bà tại Nhà Trắng để trao tặng bà 1 gam radi thu thập được ở Hoa Kỳ, còn Đệ nhất phu nhân ca ngợi bà là tấm gương thành công trong nghề và còn là một người vợ luôn thể hiện sự ủng hộ. Trước cuộc gặp mặt, nhận thấy danh tiếng ngày càng tăng của mình ở nước ngoài và xấu hổ vì không có huy hiệu ưu tú chính thức nào của Pháp để đeo nơi công cộng, chính phủ Pháp đề nghị trao cho bà huy chương Bắc Đẩu Bội tinh, song bà đã từ chối. Năm 1922, bà trở thành thành viên của Viện Hàn lâm Y khoa Pháp. Bà còn đi du lịch đến các quốc gia khác, xuất hiện trước công chúng và thuyết trình ở Bỉ, Brazil, Tây Ban Nha và Tiệp Khắc.

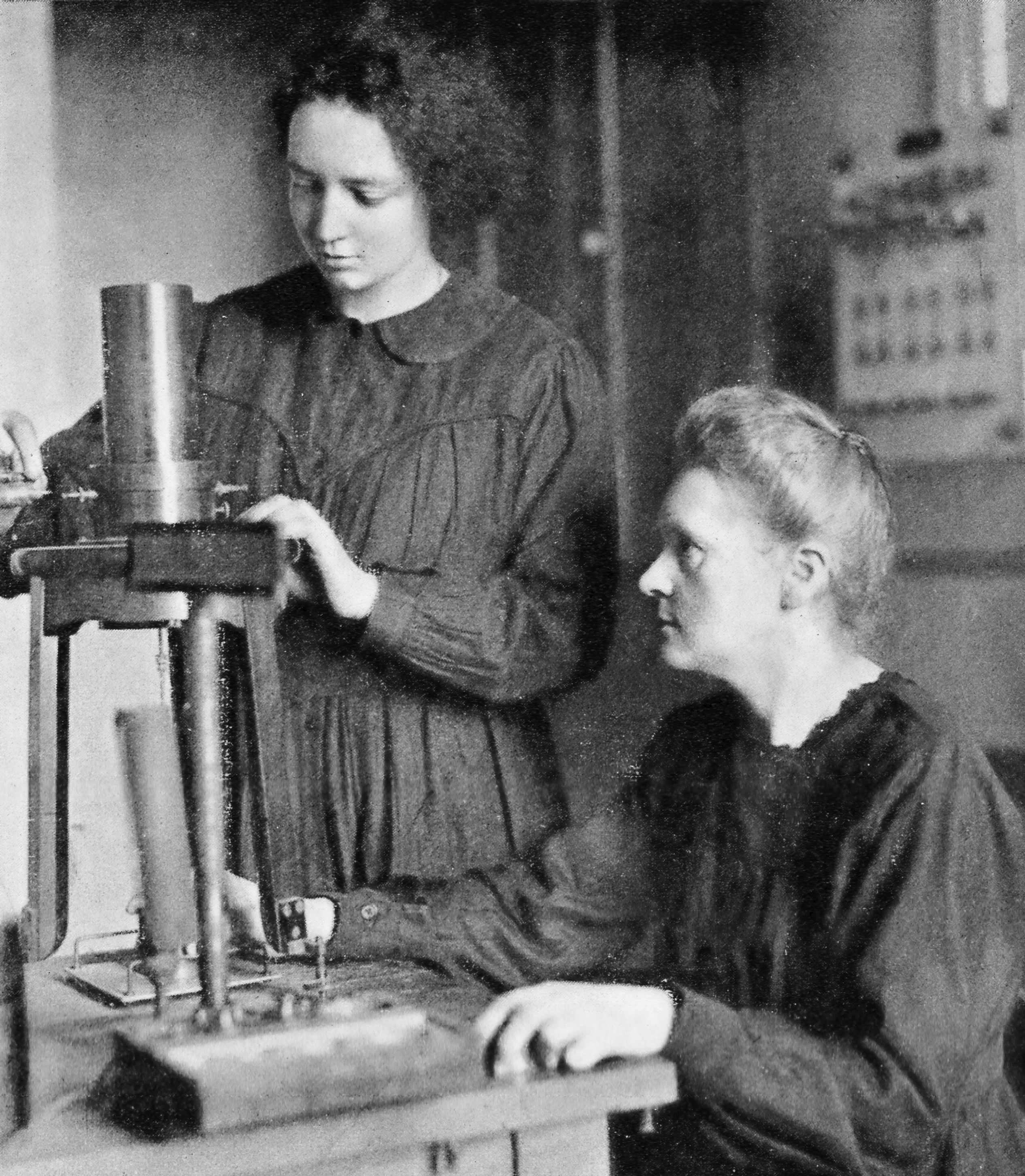
Marie và con gái Irène vào năm 1925

Dưới sự dẫn dắt của Curie, Viện đã cho ra thêm bốn nhà khoa học đoạt giải Nobel, kể cả con gái Irène Joliot-Curie và con rể Frédéric Joliot-Curie của bà. Cuối cùng, cơ sở trở thành một trong 4 phòng thí nghiệm nghiên cứu phóng xạ lớn trên thế giới; những phòng thí nghiệm khác là Phòng thí nghiệm Cavendish với Ernest Rutherford; Viện Nghiên cứu Radi, Viên với Stefan Meyer và Viện Hóa học Kaiser Wilhelm với Otto Hahn và Lise Meitner.
Tháng 8 năm 1922, Marie Curie trở thành thành viên của Ủy ban quốc tế về Hợp tác trí tuệ do Hội Quốc Liên mới thành lập. Bà có ghế trong ủy ban cho đến năm 1934 và đóng góp phối hợp khoa học của Hội Quốc Liên với các nhà nghiên cứu lỗi lạc khác như Albert Einstein, Hendrik Lorentz và Henri Bergson. Năm 1923, bà viết cuốn tiểu sử về người chồng quá cố của mình, có nhan đề là Pierre Curie. Năm 1925, bà đến thăm Ba Lan để tham gia buổi lễ đặt nền móng cho Viện Radi của Warszawa. Chuyến công du Hoa Kỳ lần thứ hai của bà vào năm 1929 đã thành công trong việc trang bị radi cho Viện Radi của Warszawa (Viện khánh thành vào năm 1932 với chị gái bà là Bronisława làm giám đốc). Những việc làm Curie xao lãng trong công việc khoa học và sự quảng bá của hậu cần đã làm bà rất khó chịu song lại cung cấp nguồn lực cho công trình của bà. Năm 1930, Curie được bầu vào Ủy ban Trọng lượng Nguyên tử Quốc tế, nơi nhà khoa học nữ phục vụ cho đến khi mất. Năm 1931, Curie được trao giải Cameron về Trị liệu của Đại học Edinburgh.

### Qua đời

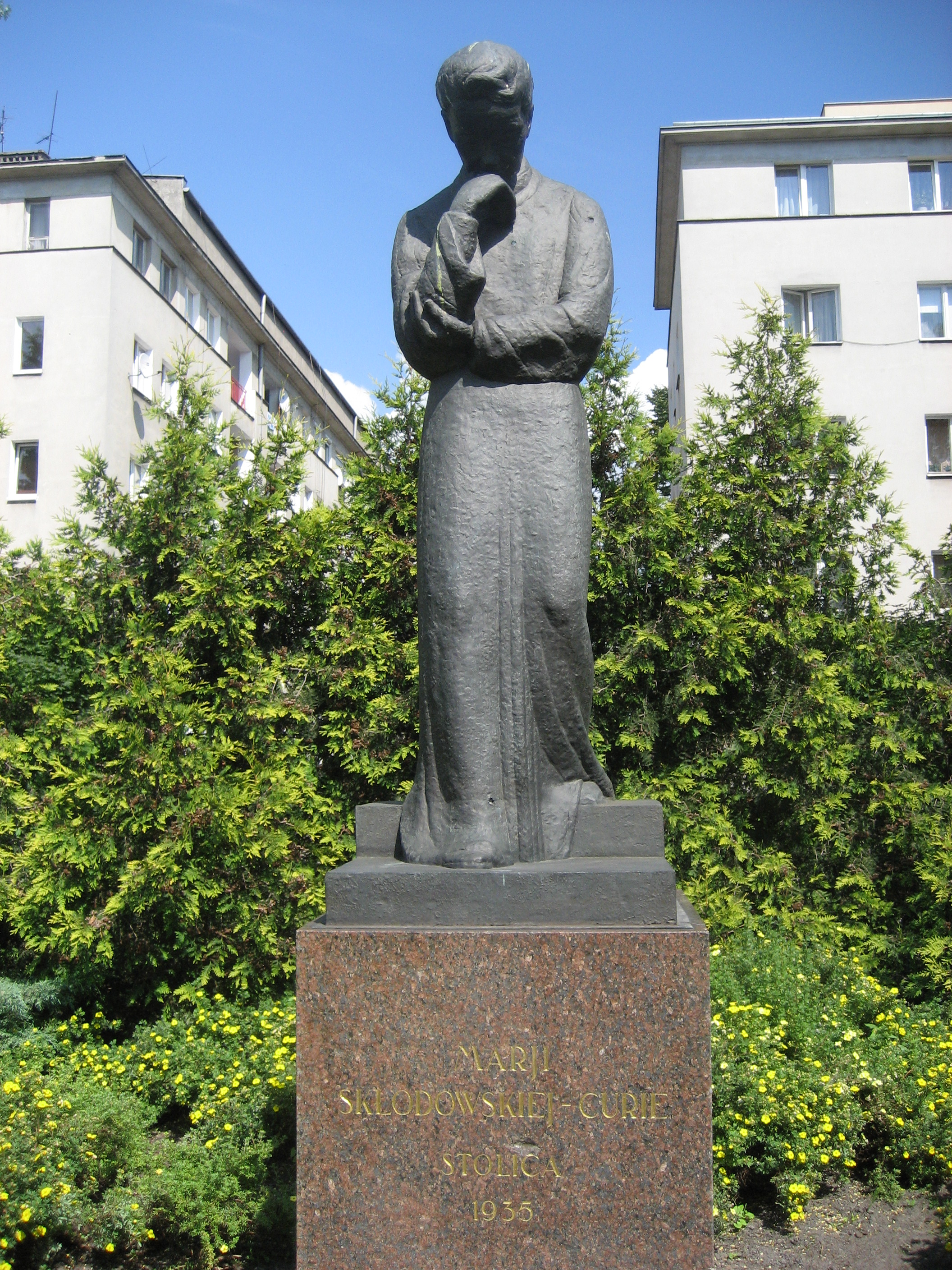
Bức tượng Curie năm 1935, đối diện Viện Radi ở Warszawa

Curie thăm Ba Lan lần cuối vào đầu năm 1934. Ít tháng sau, vào ngày 4 tháng 7 năm 1934, bà qua đời ở tuổi 66 tại viện điều dưỡng Sancellemoz ở Passy, Haute-Savoie, do suy tủy xương, mà nguyên nhân được cho là vì bà đã tiếp xúc lâu dài với phóng xạ, gây tổn thương tủy xương.
Tác hại của bức xạ ion hóa không được biết đến vào thời điểm mà bà làm việc, công việc ấy được tiến hành không có các biện pháp bảo vệ (mà sau này mới được phát triển). Bà mang theo các ống nghiệm chứa đồng vị phóng xạ trong túi và cất chúng trong ngăn bàn của mình, để ý tới ánh sáng màu nhạt mà các chất này phát ra trong bóng tối. Curie còn tiếp xúc với tia X từ thiết bị không được che chắn trong lúc làm bác sĩ X quang tại các bệnh viện dã chiến trong thời chiến. Trên thực tế, khi thi thể của Curie được khai quật vào năm 1995, cơ quan Office de Protection contre les Rayonnements Ionisants (ORPI) của Pháp "kết luận rằng bà không thể tiếp xúc với mức radi gây chết người lúc sinh thời". Họ chỉ ra rằng radi chỉ gây rủi ro nếu ăn nó, và suy đoán rằng căn bệnh của bà có nhiều khả năng là do Curie đã sử dụng phương pháp chụp X quang trong Thế chiến I.
Bà được chôn cất tại nghĩa trang ở Sceaux, cùng với chồng Pierre. 60 năm sau, vào năm 1995, để tôn vinh những thành tựu của họ, hài cốt của cả hai đã được chuyển đến Panthéon của Paris. Phần di hài của họ được niêm phong trong một lớp lót chì do nhiễm phóng xạ. Bà trở thành người phụ nữ thứ hai được an táng tại Panthéon (sau Sophie Berthelot) và là người phụ nữ đầu tiên được vinh danh bằng cách an táng tại Panthéon nhờ công lao của chính mình.
Do mức độ nhiễm phóng xạ mà các bài báo của bà từ thập niên 1890 bị xem là quá nguy hiểm để xử lý. Ngay cả sách dạy nấu ăn của Curie cũng có tính phóng xạ cao. Giấy tờ của nhà khoa học nữ được đựng trong những chiếc hộp có lót chì và những ai muốn tham khảo chúng phải mặc quần áo bảo hộ. Vào năm cuối đời, bà đã viết một cuốn sách có nhan đề Radioactivity, được xuất bản sau khi bà mất vào năm 1935.

## Di sản

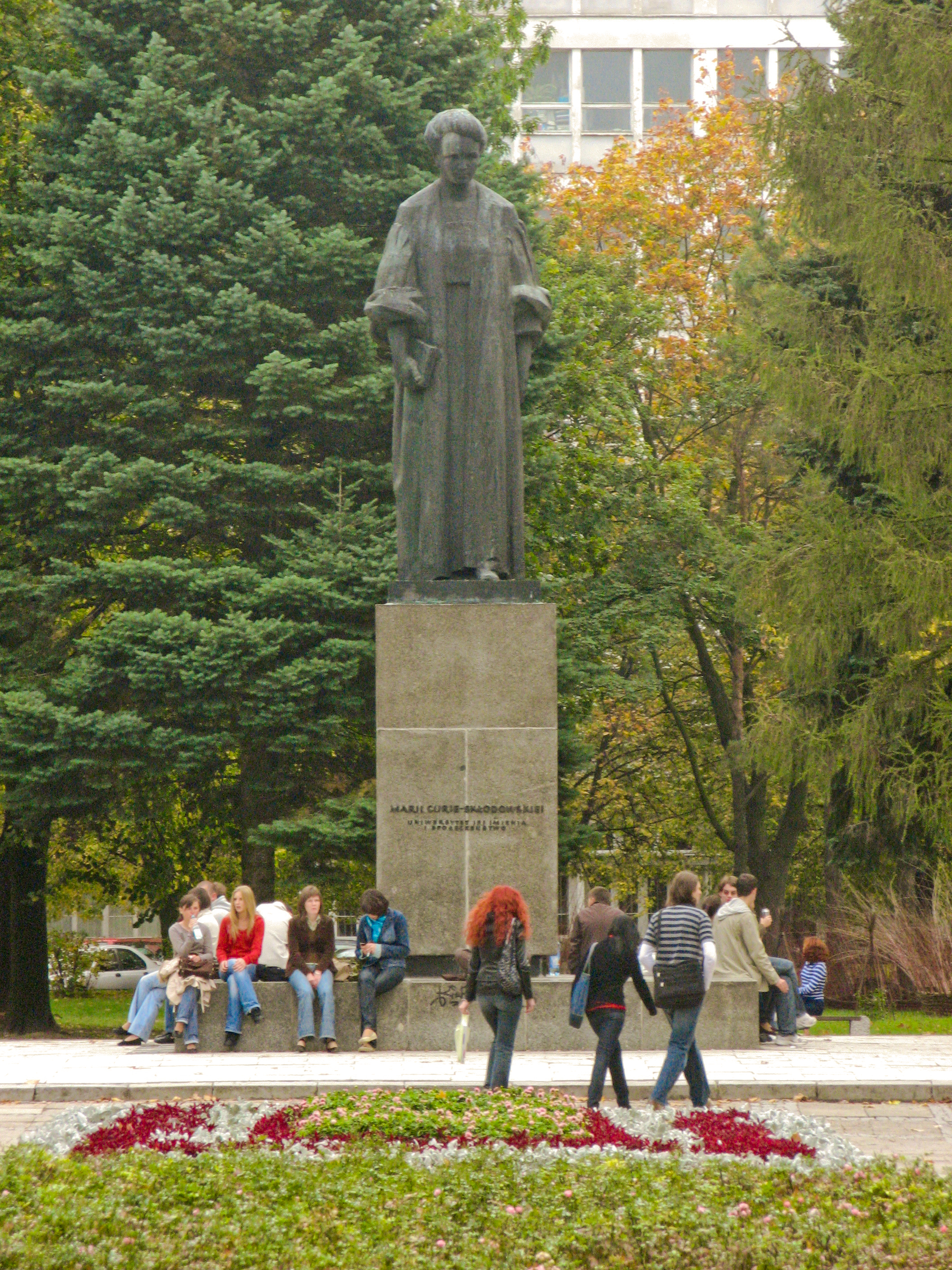
Đài tưởng niệm Marie Curie ở Lublin

Những khía cạnh vật chất và xã hội trong nghiên cứu của nhà Curie đã góp phần định hình thế giới ở thế kỷ 20 và 21. Giáo sư L. Pearce Williams của Đại học Cornell nhận xét:
Kết quả công trình của nhà Curie là mở ra một kỷ nguyên. Tính phóng xạ của radi quá to lớn đến nỗi không thể bỏ qua. Nó dường như mâu thuẫn với nguyên lý bảo toàn năng lượng và do đó buộc phải tái xem xét các nền tảng của vật lý. Ở cấp độ thí nghiệm, việc phát hiện radi cung cấp cho những người như Ernest Rutherford các nguồn phóng xạ mà họ có thể dò cấu trúc của nguyên tử. Nhờ có các thí nghiệm của Rutherford với bức xạ alpha, nguyên tử hạt nhân mới lần đầu được thừa nhận. Trong y học, phóng xạ của radi dường như cung cấp phương tiện làm cho ung thư có thể bị tấn công thành công.

Nếu công trình của Curie giúp lật đổ những ý tưởng đã được tạo dựng trong vật lý và hóa học, thì nó cũng có tác động sâu sắc không kém trong lĩnh vực xã hội. Để đạt được những thành tựu khoa học của mình, bà phải vượt qua những rào cản, ở cả quê hương và đất nước nhận nuôi mình, những nơi cản trở Curie vì bà là phụ nữ. Khía cạnh này trong cuộc đời và sự nghiệp của bà được nêu nổi bật trong quyển Une Femme honorable (bản dịch tiếng Anh tựa đề Marie Curie: A Life) của Françoise Giroud, trong đó nhấn mạnh Curie người mở lối cho phong trào nữ quyền.
Bà được biết tới với lối sống trung thực và điều độ. Sau khi nhận được một học bổng nhỏ vào năm 1893, bà đã hoàn trả nó vào năm 1897 ngay khi bắt đầu kiếm được tiền. Bà trao phần lớn số tiền đoạt giải Nobel đầu tiên của mình cho bạn bè, gia đình, sinh viên và cộng sự nghiên cứu. Trong một quyết định khác thường, Curie cố ý không xin cấp bằng sáng chế cho quy trình tách radi để cộng đồng khoa học có thể nghiên cứu mà không bị cản trở.
Curie quả quyết rằng những món quà và giải thưởng bằng tiền mặt phải được trao cho các tổ chức khoa học mà bà liên kết chứ không phải cho bà. Hai vợ chồng bà thường từ chối các giải thưởng và huy chương. Albert Einstein được cho là người đã nhận xét rằng bà có lẽ là người duy nhất không thể bị danh tiếng làm hư.

## Kỷ niệm và miêu tả trong văn hóa

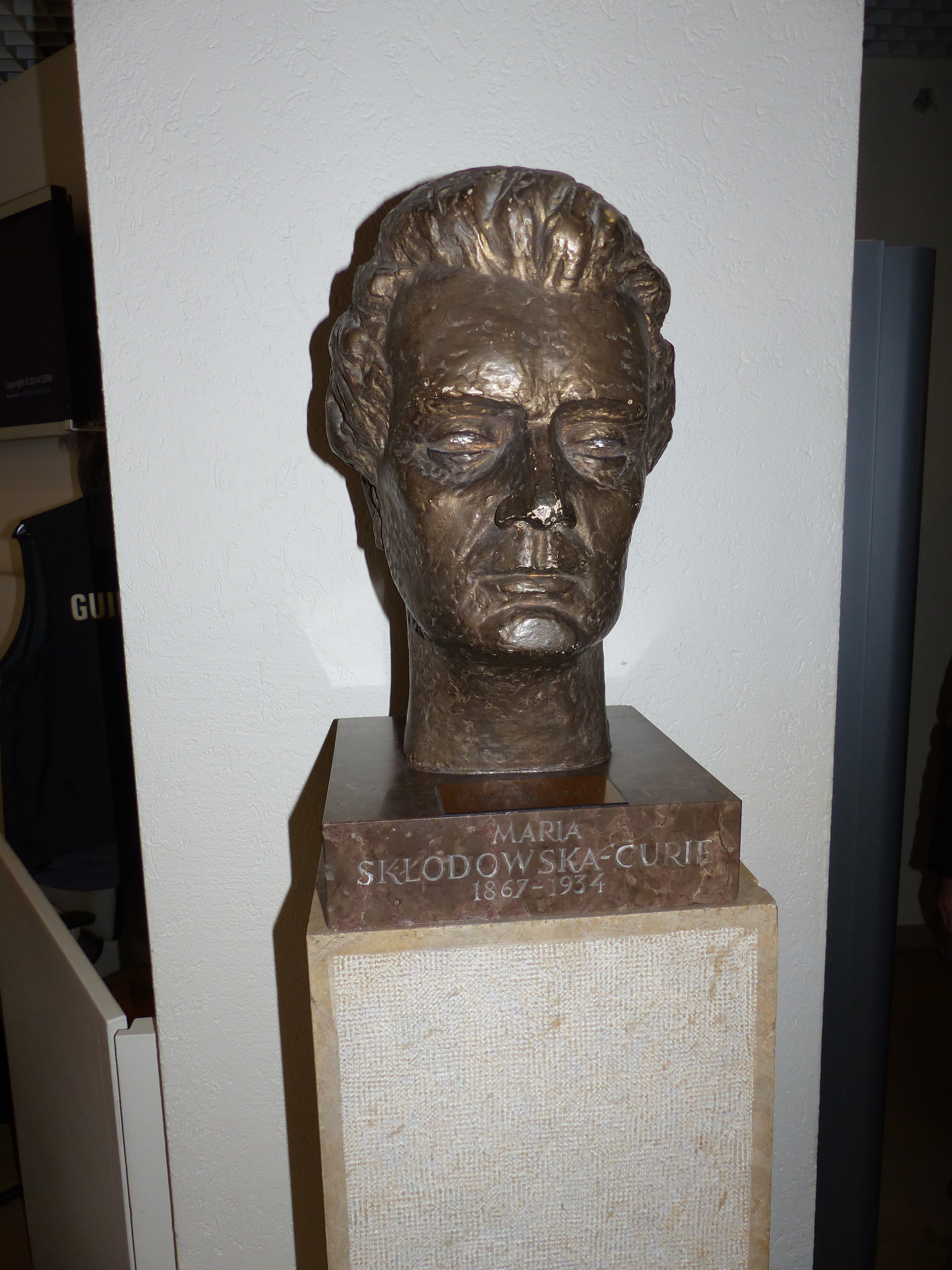
Tượng bán thân "Maria Skłodowska-Curie" đặt tại Bảo tàng CERN, Thụy Sĩ vào năm 2015

Là một trong những nhà khoa học nổi tiếng nhất lịch sử, Marie Curie trở thành một biểu tượng trong thế giới khoa học và nhận được sự tri ân từ khắp nơi trên thế giới, ngay cả trong lĩnh vực văn hóa đại chúng. Bà còn nhận được nhiều tấm bằng danh dự từ các trường đại học trên toàn thế giới.
Marie Curie là người phụ nữ đầu tiên đoạt giải Nobel, người đầu tiên đoạt hai giải Nobel, người phụ nữ duy nhất đoạt hai giải Nobel và người duy nhất đoạt giải trong nhiều môn khoa học. Các giải thưởng mà bà nhận được gồm có:
- Giải Nobel Vật lý (1903 cùng chồng là Pierre Curie và Henri Becquerel)[25]
- Huy chương Davy (1903 với Pierre)[69][91]
- Huy chương Matteucci (1904 với Pierre) [91]
- Giải Acton (1907)[92]
- Huy chương Elliott Cresson (1909)[93]
- Giải Nobel Hóa học (1911)[17]
- Huy chương Franklin của Hiệp hội Triết học Mỹ (1921)[94]

Những thực thể được đặt tên theo Marie Curie bao gồm:
- Curie (ký hiệu Ci), một đơn vị phóng xạ được đặt tên để vinh danh bà và Pierre Curie (mặc dù ủy ban thống nhất về tên này chưa bao giờ nói rõ liệu tiêu chuẩn được đặt theo tên của Pierre, Marie hay cả hai).[95]
- Nguyên tố có số nguyên tử 96 được đặt tên là curium (ký hiệu Cm).[96]
- Ba khoáng chất phóng xạ cũng được đặt tên theo nhà Curie: curite, sklodowskite và cuprosklodowskite.[97]
- Chương trình học bổng Hành động Marie Skłodowska-Curie của Liên minh Châu Âu dành cho các nhà khoa học trẻ muốn làm việc ở nước ngoài được đặt theo tên bà.[98]
- Năm 2007, một ga tàu điện ngầm ở Paris được đổi tên để vinh danh cả hai vợ chồng Curie.[97]
- Lò phản ứng hạt nhân duy nhất của Ba Lan đang hoạt động, tức lò phản ứng nghiên cứu Maria được đặt theo tên bà.[99]
- Tiểu hành tinh 7000 Curie được đặt theo tên bà.[97]
- Huy chương Marie Curie, một giải thưởng khoa học thường niên được thành lập vào năm 1996 và do Hiệp hội Hóa học Ba Lan trao tặng, được đặt theo tên bà.[100]
- Huy chương và giải Marie Curie-Sklodowska, một giải thưởng thường niên do Viện Vật lý có trụ sở tại Luân Đôn trao tặng cho những đóng góp xuất sắc cho giáo dục vật lý, được đặt tên để vinh danh bà.[101]

Nhiều cuốn tiểu sử được viết riêng cho bà, bao gồm:
- Ève Curie (con gái của Marie Curie), Madame Curie, 1938.
- Françoise Giroud, Marie Curie: A Life, 1987.
- Barbara Goldsmith, Obsessive Genius: The Inner World of Marie Curie, 2005.[102]
- Lauren Redniss, Radioactive: Marie and Pierre Curie, a Tale of Love and Fallout (2011),[103] được chuyển thể thành phim điện ảnh của Anh năm 2019.[104]

Marie Curie là đối tượng khai thác của một số bộ phim điện ảnh:
- 1943: Madame Curie, một bộ phim được đề cử giải Oscar của Mỹ của Mervyn LeRoy có sự diễn xuất của Greer Garson.[74]
- 1997: Les Palmes de M. Schutz, một bộ phim điện ảnh Pháp chuyển thể từ vở kịch cùng tên, do Claude Pinoteau làm đạo diễn. Marie Curie do Isabelle Huppert thủ vai.[105]
- 2014: Marie Curie, une femme sur le front, phim điện ảnh Pháp-Bỉ do Alain Brunard [fr] làm đạo diễn với sự diễn xuất của Dominique Reymond.[106]
- 2016: Marie Curie: The Courage of Knowledge, một bộ phim điện ảnh hợp tác sản xuất ở Châu Âu của Marie Noëlle có sự diễn xuất của Karolina Gruszka.[107]
- 2019: Radioactive, một bộ phim điện ảnh của Anh của Marjane Satrapi có sự diễn xuất của Rosamund Pike.[104]

Curie là chủ đề của vở kịch False Assumptions (2013) của Lawrence Aronovitch, trong đó hồn ma của ba nhà khoa học nữ khác quan sát các sự kiện trong cuộc đời bà. Curie còn được Susan Marie Frontczak thể hiện trong vở kịch Manya: The Living History of Marie Curie, một chương trình một phụ nữ diễn vào năm 2014, đã được công diễn ở 30 tiểu bang của Hoa Kỳ và 9 quốc gia.

### Phi hư cấu
- Curie, Marie (1921). The Discovery of Radium . Poughkeepsie: Vassar College.
- Curie, Eve (2001). Madame Curie: A Biography. Da Capo Press. ISBN 978-0-306-81038-1.
- Dzienkiewicz, Marta (2017). Polish Pioneers: Book of Prominent Poles. Rzezak, Joanna; Karski, Piotr; Monod-Gayraud, Agnes. Warsaw. ISBN 9788365341686. OCLC 1060750234.{{Chú thích sách}}:  Quản lý CS1: địa điểm thiếu nhà xuất bản (liên kết)
- Giroud, Françoise (1986). Marie Curie: A life. Holmes & Meier. ISBN 978-0-8419-0977-9.  dịch bởi Lydia Davis.
- Kaczorowska, Teresa (2011). Córka mazowieckich równin, czyli, Maria Skłodowska-Curie z Mazowsza [Daughter of the Mazovian Plains: Maria Skłodowska–Curie of Mazowsze] (bằng tiếng Ba Lan). Związek Literatów Polskich, Oddział w Ciechanowie. ISBN 978-83-89408-36-5. Truy cập ngày 15 tháng 3 năm 2016.
- Opfell, Olga S. (1978). The Lady Laureates : Women Who Have Won the Nobel Prize. Metuchen, N.J.& London: Scarecrow Press. tr. 147–164. ISBN 978-0-8108-1161-4.
- Pasachoff, Naomi (1996). Marie Curie and the Science of Radioactivity. Oxford University Press. ISBN 978-0-19-509214-1.
- Quinn, Susan (1996). Marie Curie: A Life. Da Capo Press. ISBN 978-0-201-88794-5.
- Redniss, Lauren (2010). Radioactive: Marie & Pierre Curie: A Tale of Love and Fallout. HarperCollins. ISBN 978-0-06-135132-7.
- Wirten, Eva Hemmungs (2015). Making Marie Curie: Intellectual Property and Celebrity Culture in an Age of Information. Đại học báo chí Chicago. ISBN 978-0-226-23584-4. Truy cập ngày 15 tháng 3 năm 2016.

### Hư cấu
- Olov Enquist, Per (2006). The Book about Blanche and Marie. New York: Overlook. ISBN 978-1-58567-668-2. Một cuốn tiểu thuyết năm 2004 của Per Olov Enquist có nhắc đến Maria Skłodowska-Curie, nhà thần kinh học Jean-Martin Charcot và bệnh nhân Salpêtrière "da trắng" (Marie Wittman). Bản dịch tiếng Anh được xuất bản năm 2006.